# Campionato mondiale di Formula 1 1977
Il campionato mondiale di Formula 1 1977 organizzato dalla FIA è stato, nella storia della categoria, il 28° ad assegnare il campionato piloti e il 20° ad assegnare il campionato costruttori. È iniziato il 9 gennaio e terminato il 23 ottobre dopo 17 gare, una in più rispetto alla stagione precedente. Il titolo piloti andò per la seconda volta a Niki Lauda e il titolo costruttori per la quinta volta alla Scuderia Ferrari.

Niki Lauda vinse il titolo piloti per la seconda volta.

## La pre-stagione

### Il calendario
Le gare furono 17, con il rientro del Gran Premio d'Argentina, anche se inizialmente la sua data fu incerta per l'ipotesi che potesse slittare al 6 febbraio. Tale numero di gare fu record, uguagliato nel 1995 e battuto nel 2004. Il calendario vide poche modifiche, con il Gran Premio del Belgio spostato dopo quello di Monaco, e con l'inversione tra Mosport e Watkins Glen. Inizialmente il Gran Premio del Giappone era stato fissato al 17 aprile, poi fu riportato a ottobre.
| Gara | Nome ufficiale del Gran Premio           | Circuito                                   | Sede                       | Data         | Ora    | Ora   | Ora   | Diretta TV              |
| Gara | Nome ufficiale del Gran Premio           | Circuito                                   | Sede                       | Data         | Locale | UTC   | ITA   | Diretta TV              |
| ---- | ---------------------------------------- | ------------------------------------------ | -------------------------- | ------------ | ------ | ----- | ----- | ----------------------- |
| 1    | Gran Premio de la República Argentina    | Autódromo Municipal Ciudad de Buenos Aires | Buenos Aires               | 9 gennaio    | 16:00  | 19:00 | 20:00 | Rete 2                  |
| 2    | Grande Prêmio do Brasil                  | Circuito di Interlagos                     | San Paolo                  | 23 gennaio   | 12:00  | 15:00 | 16:00 | Rete 2                  |
| 3    | South African Grand Prix                 | Circuito di Kyalami                        | Midrand                    | 5 marzo      | 12:30  | 10:30 | 11:30 | Rete 2                  |
| 4    | United States Grand Prix West            | Circuito di Long Beach                     | Long Beach                 | 3 aprile     | 13:00  | 21:00 | 22:00 | Rete 1                  |
| 5    | Gran Premio de España                    | Circuito permanente del Jarama             | San Sebastián de los Reyes | 8 maggio     | 16:20  | 15:20 | 16:20 | Rete 2                  |
| 6    | Grand Prix Automobile de Monaco          | Circuito di Monte Carlo                    | Monaco                     | 22 maggio    | 15:30  | 14:30 | 15:30 | Rete 2 / Telemontecarlo |
| 7    | Grote Prijs van België                   | Circuito Terlaemen di Zolder               | Heusden-Zolder             | 5 giugno     | 15:00  | 14:00 | 15:00 | Rete 2                  |
| 8    | Gislaved Sveriges Grand Prix             | Circuito di Anderstorp                     | Anderstorp                 | 19 giugno    | 13:00  | 12:00 | 13:00 | Rete 2                  |
| 9    | Grand Prix de France                     | Circuito di Digione-Prenois                | Prenois                    | 3 luglio     | 14:00  | 13:00 | 14:00 | Rete 2                  |
| 10   | John Player British Grand Prix           | Circuito di Silverstone                    | Silverstone                | 16 luglio    | 15:00  | 15:00 | 16:00 | Rete 2                  |
| 11   | Großer Preis von Deutschland             | Hockenheimring                             | Hockenheim                 | 31 luglio    | 13:30  | 12:30 | 13:30 | Rete 2                  |
| 12   | Gröbel Möbel Großer Preis von Österreich | Österreichring                             | Spielberg bei Knittelfeld  | 14 agosto    | 14:00  | 13:00 | 14:00 | Rete 2                  |
| 13   | Grote Prijs van Nederland                | Zandvoort Park                             | Zandvoort                  | 28 agosto    | 15:00  | 14:00 | 15:00 | Rete 2                  |
| 14   | Gran Premio d'Italia                     | Autodromo nazionale di Monza               | Monza                      | 11 settembre | 15:30  | 14:30 | 15:30 | Rete 2                  |
| 15   | Toyota Grand Prix of the United States   | Watkins Glen International                 | Watkins Glen               | 2 ottobre    | 14:15  | 19:15 | 20:15 | Non trasmesso           |
| 16   | Labatt's 50 Canadian Grand Prix          | Mosport International Raceway              | Bowmanville                | 9 ottobre    | 14:00  | 19:00 | 20:00 | Non trasmesso           |
| 17   | Japanese Grand Prix                      | Fuji International Speedway                | Oyama                      | 23 ottobre   | 9:00   | 0:00  | 1:00  | Non trasmesso           |

### Accordi e fornitori

Patrick Depailler sulla Tyrrell P34 con la livrea che riporta lo sponsor First National City Travellers Cheks.

La stagione rischiò di saltare per il mancato accordo tra i costruttori e la WCR (World Championship Racing), l'associazione che raggruppava in sé gli organizzatori di molti gran premi. Quest'ultima offriva un ingaggio base per ciascuna gara di 250.000 dollari, aumentato del 10% più il 50% della differenza tra gli incassi delle edizioni dei gran premi del 1976 e quello del 1977. Si affacciò l'ipotesi di un campionato alternativo, al di fuori del controllo diretto della federazione internazionale. Il 21 dicembre 1976 venne raggiunto l'accordo sulla base di un ingaggio di 300.000 dollari a gran premio.
Venne mantenuta la collaborazione tra la Brabham e l'Alfa Romeo come motorista, anche se ne era stata messa in dubbio la prosecuzione nel corso del 1976. Ad eccezione però del team di Bernie Ecclestone e della Ligier motorizzata Matra, tutti gli altri assemblatori, che non costruivano in proprio il motore, continuavano ad affidarsi al tradizionale Ford Cosworth DFV.
Il monopolio sugli pneumatici della Goodyear venne spezzato dalla francese Michelin che fornì le coperture alla connazionale Renault. Il gommista, all'esordio nella Formula 1, aveva ottenuto ottimi risultati sia nelle gare di durata, con vittorie alla 24 Ore di Le Mans, che nel Motomondiale (nel 1976 aveva vinto il titolo in 125 cm³, 250 cm³, 350 cm³ e 500 cm³). Nel Gran Premio del Giappone si rividero nuovamente la Dunlop (questo fu l'ultimo gran premio al quale partecipò il gommista britannico), che forniva le coperture alla Tyrrell della scuderia Meiritsu, e la Bridgestone, fornitrice per la Kojima, sia ufficiale che clienti. Per il gommista giapponese fu l'ultimo gran premio del mondiale, fino al Gran Premio d'Australia 1997.
La Tyrrell ottenne il sostegno finanziario della First National City Travellers Cheks, sponsor della Penske nel 1976 e di Ronnie Peterson.

## Scuderie e piloti

### Scuderie
Il canadese Walter Wolf, dopo aver acquisito il controllo della Frank Williams Racing Cars l'anno precedente, in cui aveva schierato delle vetture costruite dalla Hesketh, decise di costruire la monoposto in proprio.
Si rivide la BRM che nel 1976 aveva disputato il solo Gran Premio del Brasile. La casa inglese però saltò il gran premio inaugurale, il Gran Premio di Long Beach, quello di Monaco, quello Austria e i tre ultimi appuntamenti. Di fatto il Gran Premio d'Italia rappresentò l'ultimo gran premio nel mondiale per la casa britannica, dopo 197 gran premi e 23 stagioni.
Dal Gran Premio del Sudafrica si rivide la scuderia britannica RAM che, dopo aver impiegato delle Brabham nel 1976, passò all'impiego di March. Da questo gran premio impiegò una March privata anche la Chesterfield Racing. Quest'ultima dal gran premio del Belgio, passò all'uso di una McLaren.
La statunitense Penske, che aveva vinto il Gran Premio d'Austria 1976 con John Watson, decise di abbandonare la massima formula e cedette le sue vetture a un team tedesco, l'Auto Technisches Spezialzubehör (ATS), che fece il suo esordio nel Gran Premio di Long Beach, quarta prova stagionale. La scuderia non partecipò agli ultimi tre gran premi stagionali, anche se, nelle due trasferte nordamericane, una Penske fu portata in gara dall'Interscope Racing.
Nel Gran Premio di Spagna vi fu l'esordio assoluto come costruttore per la britannica LEC. La scuderia britannica aveva già partecipato a qualche gara nel 1973, utilizzando una March 731. In quel gran premio si rivide anche la Hesketh. La LEC abbandonò il mondiale dopo il grave incidente subito da David Purley nelle prequalifiche del Gran Premio di Gran Bretagna. In Spagna esordì anche il Team Merzario, la British Formula 1 Team (che impiegavano una March) e l'Iberia Airlines, che utilizzava una McLaren M23. La presenza di queste scuderie private non fu però costante nel corso della stagione. Vi fu anche l'esordio per la Williams Grand Prix Engineering, rifondata da Frank Williams, che utilizzava una March.
A Silverstone si registrò l'esordio effettivo per la Renault. La casa transalpina, che non aveva mai preso parte a nessun gran premio di F1, ma aveva partecipato negli anni cinquanta a delle edizioni della 24 Ore di Le Mans, presentò il modello RS01. Era spinto, per la prima volta per una vettura di Formula 1, da un motore turbo V6, da 1.500 cm³. I motori sovralimentati erano ammessi da sempre in Formula 1 ma non erano stati utilizzati da molto tempo (gli ultimi risalivano agli anni cinquanta ed erano sovralimentati da un compressore), in quanto si considerava troppo sfavorevole il rapporto di cilindrata ammessa, rispetto a quanto concesso ai motori a pressione atmosferica. La casa francese non partecipò ai successivi due gran premi, si rivide in Olanda e saltò l'ultima gara in Giappone.
Vi fu, a Silverstone, anche l'unica apparizione nel mondiale per la McGuire, un costruttore britannico, che utilizzava una Williams FW04 modificata e denominata McGuire BM1. Nel gran premio vi fu la solita apparizione di molti team privati britannici. Vi fu l'esordio per la Theodore Racing, team di Hong Kong, che utilizzava una Ensign, e che fu una presenza costante negli appuntamenti successivi.
A Zandvoort si rivide la Boro, scuderia olandese che aveva disputato cinque gran premi nel 1976. La casa tentò poi di qualificarsi solo nel Gran premio di Monza, prima di abbandonare le competizioni. Arturo Merzario aveva annunciato a luglio la volontà di far debuttare una propria vettura nel Gran Premio d'Italia. Merzario affermò di sperare di ottenere un propulsore dall'Alfa Romeo, che già riforniva la Brabham. Il comasco utilizzò invece ancora una March.
In Giappone fece la sua riapparizione, per l'ultima volta nel mondiale, la Kojima. Una vettura venne affidata al team privato Heros Racing Corporation, mentre l'altro team nipponico Meritsu Racing Team, utilizzò una Tyrrell.

### Piloti

Ingo Hoffmann tornò a essere impiegato dalla Copersucar-Fittipaldi, ma solo nei primi due gp.

La Ferrari liberò Clay Regazzoni, che venne sostituito da Carlos Reutemann, che nel 1976 aveva corso nei primi gran premi con la Brabham, per poi affrontare il Gran Premio d'Italia col Cavallino. Il ticinese, invece, vicino alla firma con McLaren e la stessa Brabham per il 1977, dovette ripiegare sull'Ensign, dove prese il posto di Jacky Ickx. Alla Brabham, dove restava Carlos Pace e alla quale era stato avvicinato anche Vittorio Brambilla, passò invece John Watson, che nel 1976 aveva corso con la Penske.
Il campione del mondo James Hunt continuò a far coppia con Jochen Mass alla McLaren, anche se il tedesco aveva inizialmente annunciato il suo passaggio alla March. Questa non confermò nessuno dei piloti della stagione 1976, e si affidò ad Alex-Dias Ribeiro (per lui un gran premio nel 1976 con la Hesketh) e a Ian Scheckter, che rientrava nella massima formula dai tempi del GP di Kyalami dell'anno precedente. Tra i suoi ex piloti Vittorio Brambilla passò alla Surtees, per far coppia con Hans Binder, impiegato dalla Wolf Williams nell'ultimo gran premio del 1976; Ronnie Peterson approdò alla Tyrrell, a far coppia con Patrick Depailler, mentre Hans-Joachim Stuck rimase senza volante. Jody Scheckter, lasciata la Tyrrell, approdò alla neonata Wolf.
Venne confermata la coppia Mario Andretti-Gunnar Nilsson alla Lotus. L'italiano Renzo Zorzi tornò in F1, dopo le esperienze del 1975 e 1976 con la Williams, e sostituì Jean-Pierre Jarier alla Shadow (ove restò Tom Pryce). La BRM ripropose Larry Perkins: l'australiano nella stagione precedente aveva corso con Boro e Brabham. La Ligier confermò Jacques Laffite, mentre la Copersucar affiancò nuovamente a Emerson Fittipaldi l'altro pilota brasiliano Ingo Hoffmann, già schierato in quattro gare nel 1976.
In Sudafrica la March sostituì Ian Scheckter con Hans-Joachim Stuck, già impiegato dalla scuderia britannica in 35 gran premi tra il 1974 e il 1976. Vennero iscritte anche due March private: una per Boy Hayje dalla RAM (che nel 1976 aveva presentato delle Brabham private), l'altra dalla Chesterfield Racing per Brett Lunger. Il primo mancava dal Gran Premio d'Olanda 1976, mentre Lunger dal Gran Premio degli Stati Uniti d'America-Est 1976, corso con la Surtees. La Copersucar decise di impiegare il solo Emerson Fittipaldi.
A Long Beach la Shadow, per sostituire Tom Pryce, deceduto nel corso del gran premio del Sudafrica ingaggiò l'australiano Alan Jones che aveva corso nel 1976 con la Surtees. L'Auto Technisches Spezialzubehör, all'esordio, schierò Jean-Pierre Jarier. Il francese aveva affrontato la stagione precedente con la Shadow. Il 18 marzo Carlos Pace perì in un incidente aereo in Brasile. Al suo posto la Brabham iscrisse Hans-Joachim Stuck, impiegato nel gran premio precedente dalla March; a sua volta la March impiegò, in sua sostituzione, Brian Henton, che aveva già disputato tre gran premi con la Lotus nel 1975.

Mario Andretti su Lotus si aggiudicò ben 4 gare, una più del campione del mondo Lauda.

Nel Gran Premio di Spagna, prima gara europea del mondiale, Ian Scheckter tornò alla March ufficiale, dopo aver saltato due gran premi per infortunio. Brian Henton, che lo aveva sostituito a Long Beach, venne ingaggiato dal British Formula 1 Racing Team, che gli mise a disposizione nuovamente una March. Furono ben otto le March iscritte: oltre le due ufficiali e quella di Henton, si iscrissero Arturo Merzario, con il proprio team all'esordio; la Chesterfield Racing con Brett Lunger; si rividero le due vetture della RAM, affidate a Boy Hayje e al finlandese Mikko Kozarowitsky (anche se poi non si presentò); infine la Williams Grand Prix Engineering ingaggiò il belga Patrick Nève, che aveva fatto la sua ultima apparizione nel mondiale nel Gran Premio di Francia 1976.
La McLaren privata, dell'Iberia Airlines, fu per il pilota locale Emilio de Villota, che nell'edizione 1976 non si era qualificato con una March del team RAM.
Per l'esordio stagionale effettivo nel mondiale la Hesketh affidò una vettura a Harald Ertl (che mancava dal Gran Premio del Giappone 1976), e una, della Penthouse Rizla Racing, venne affidata a Rupert Keegan, già iscritto a Long Beach, ma poi non presente. Per Keegan fu l'esordio nel mondiale di F1, anche se aveva già preso parte alla Race of Champions. La BRM iscrisse Conny Andersson, per lui una presenza nel mondiale al Gran Premio d'Olanda 1976 con la Surtees, al posto di Larry Perkins. La LEC si presentò con David Purley. Purley mancava dal mondiale dal Gran Premio di Gran Bretagna 1974, in cui non si era qualificato con la Token.
A seguito del riacutizzarsi del dolore al torace, patito nel corso del warm up del Gran Premio di Jarama, che costrinse Niki Lauda a saltare quella gara, venne messa in dubbio la sua partecipazione al gran premio di Monaco. La conferma della partecipazione avvenne solo il 17 maggio, dopo un consulto con il dott. Leonardo Gui, presso la Clinica Rizzoli di Bologna. In quel gran premio fece il suo esordio nel mondiale di F1 Riccardo Patrese, che sostituì Renzo Zorzi alla Shadow. Il padovano aveva vinto il Campionato Europeo di Formula 3 nel 1976. L'Ensign affidò una seconda vettura a Jacky Ickx, che mancava dal Gran Premio del Giappone 1976. Non si rividero Emilio de Villota, la Chesterfield Racing, la BRM e la Williams. In compenso la British Formula 1 Racing Team sostituì Brian Henton con il francese Jean-Pierre Jabouille, sempre mettendo a disposizione del pilota una March. La scuderia comunque non si presentò all'evento.
In Belgio la Surtees ingaggiò Larry Perkins, già presente a inizio stagione con la BRM, al posto di Hans Binder. Fece il suo esordio nel mondiale il messicano Héctor Rebaque sulla terza Hesketh. Il Messico tornava a schierare un pilota in F1 dai tempi del Gran Premio di Francia 1971 con Pedro Rodríguez.
Tornarono nel mondiale, confermando i piloti, l'Iberia Airlines (con Emilio de Villota), la BRM con Conny Andersson, la Williams Patrick Nève), la Chesterfield Racing, con Brett Lunger e la LEC, con David Purley. La British Formula 1 Racing Team fece esordire il pilota locale Bernard de Dryver. In compenso Jacky Ickx, iscritto dall'Ensign, non prese parte alla gara. Non parteciparono, pur iscritti, Mikko Kozarowitsky, con la RAM e lo svizzero Loris Kessel, che avrebbe dovuto far esordire l'Apollon. Inizialmente risultava iscritto anche Brian Henton, sempre con una March.
Ad Anderstorp la Shadow sostituì Riccardo Patrese (impegnato in una gara del campionato europeo di Formula 2 al Mugello) con il britannico Jackie Oliver. Oliver aveva già disputato 52 gran premi, l'ultimo il Gran Premio degli USA 1973, sempre con la Shadow.
Fece il suo effettivo esordio, con una March del team RAM Racing/F&S Properties, il finnico Mikko Kozarowitsky. Era il primo finlandese che tornava nella massima formula dai tempi di Leo Kinnunen (ultima presenza Gran Premio d'Italia 1974). Non partecipò alla gara, in quanto impegnato nella Coppa Florio per vetture sport Arturo Merzario, così come non prese parte nemmeno alle prove Jac Nellemann, pilota danese che si era iscritto come privato, al volante di una Penske PC3. Non si iscrisse, rispetto al gran premio precedente, la British Formula 1 Racing Team, che aveva impiegato Bernard de Dryver.

Riccardo Patrese, qui impegnato a Monza, disputò nove gran premi nella sua stagione d'esordio, conquistando un punto.

A Digione Riccardo Patrese tornò al volante della Shadow, mentre il francese Patrick Tambay fece il suo esordio con la terza Surtees. Un altro pilota francese venne iscritto, per l'ultima volta nel mondiale, Henri Pescarolo, con una March del team British Formula 1 Racing; Pescarolo non prese parte nemmeno alle prove. Si rivide in compenso Arturo Merzario, sempre con una March privata.
Risultarono iscritti, anche se poi non presero parte all'evento, sia Loris Kessel, con l'Apollon che Jean-Pierre Jabouille, per la Renault.
In Inghilterra si iscrisse Derek Bell con una Penske della scuderia Hexagone of Highgate. Il britannico aveva già disputato 16 gran premi, e mancava dal Gran Premio del Canada 1974, corso con una Surtees. La vettura però venne considerata non conforme e così il britannico non poté prendere parte alle prequalifiche.
Tornò a essere iscritto anche Tony Trimmer che, abbandonata la Maki con cui aveva tentato di qualificarsi a più riprese tra il 1975 e il 1976, provò questa volta con una Surtees privata del team Melchester Racing.
Vi fu l'esordio assoluto nel mondiale per il canadese Gilles Villeneuve, sulla terza McLaren ufficiale, per l'inglese Andy Sutcliffe su una March del team RAM e per l'australiano, Brian McGuire, con la vettura che portava il suo nome. L'ultimo canadese, prima di Villeneuve, a prendere parte a un gran premio del mondiale era stato Eppie Wietzes nel gran premio di casa del 1974.
Un altro pilota australiano, Vern Schuppan, sostituì Larry Perkins e Patrick Tambay alla Surtees. Schuppan mancava dal Gran Premio di Svezia 1975, corso per la Hill. Tambay trovò un ingaggio alla Theodore Racing. Tra i team privati si rivide la British Formula 1 Racing Team che portò Brian Henton, mentre Bernard de Dryver, pur iscritto, non prese parte alle prove. Diedero forfait, tra gli iscritti, anche Héctor Rebaque, David Prophet, Boy Hayje e Harald Ertl, che aveva rotto il contratto con la Hesketh.
Guy Edwards, che nel 1976 aveva corso diversi gran premi con la Hesketh, prese il posto di Conny Andersson alla BRM.
A Hockenheim la McLaren iscrisse solo le due vetture usuali, mentre l'ATS, che gestiva vetture Penske, iscrisse una seconda monoposto, facendo così esordire nel mondiale il pilota locale Hans Heyer, che aveva una certa esperienza soprattutto nelle gare per vetture turismo. La BRM iscrisse il belga Teddy Pilette, in luogo di Guy Edwards. Pilette mancava dal Gran Premio del Belgio 1974, corso con una Brabham. Inizialmente era stato indicato Brian Henton. A causa dell'elevato numero di iscritti inizialmente gli organizzatori non accettarono l'iscrizione di Arturo Merzario. Il pilota comasco venne ammesso dopo aver presentato ricorso.
In Austria la Shadow allontanò Riccardo Patrese, per il mancato arrivo dei fondi promessi dal finanziere italiano Franco Ambrosio. Il padovano venne sostituito da Arturo Merzario, grazie all'intercessione di Ecclestone. Si rivide la British Formula 1 Racing Team, con una March per Brian Henton mentre Ian Ashley, che mancava dal Gran Premio del Sudafrica 1976, corso con la BRM, trovò un ingaggio sulla terza Hesketh; l'austriaco Hans Binder, che a inizio stagione aveva corso con la Surtees, prese il posto di Hans Heyer all'ATS.
A Zandvoort, in seguito alla vittoria di Franco Ambrosio in primo grado nella diatriba legale con la Shadow Riccardo Patrese tornò sulla monoposto anglo-americana al posto di Merzario che iscrisse la March privata del suo team. Su un'altra March privata, della RAM Racing/F&S Properties, fece il suo esordio il pilota olandese Michael Bleekemolen. La Boro, fu affidata a Brian Henton, che nel corso della stagione era stato impiegato saltuariamente alla guida di una March del team British Formula 1 Racing Team, nonché dalla March ufficiale in un'occasione. Alla gara prese parte anche la Renault, sempre affidata a Jean-Pierre Jabouille, dopo tre gare di assenza.

Giorgio Francia esordì nelle prove del Gran Premio d'Italia con la Brabham. Poté compiere pochi giri prima che la vettura venisse utilizzata da un compagno di scuderia.

Per il Gran Premio di Monza la McLaren iscrisse nuovamente una terza vettura, questa volta affidata al pilota di casa Bruno Giacomelli, al suo esordio nel mondiale di Formula 1. Giacomelli, che aveva vinto lo Shellsport F3, uno dei campionati della Formula 3 inglese nel 1976, era impegnato nel 1977 nel Campionato europeo di F2 con la March. Fecero il loro esordio nel mondiale anche altri due piloti italiani: Giorgio Francia, sulla terza Brabham (era stato ipotizzato anche Eddie Cheever), e Lamberto Leoni, che prese il posto di Vern Schuppan alla Surtees.
Per l'esordio dell'Apollon, con una vettura gestita dal Jolly Club Switzerland, toccò a Loris Kessel, pilota anch'egli svizzero, che aveva già affrontato sei gran premi validi per il mondiale nel 1976. Prima delle prove, per protesta contro gli organizzatori che non gli concedevano un box, si ritirò Arturo Merzario.
Al Glen l'hawaiiano Danny Ongais fece il suo debutto nel mondiale con la Penske dell'Interscope Racing. Jean-Pierre Jarier, abbandonata l'ATS, venne iscritto dalla Shadow al posto di Riccardo Patrese, impegnato nel Gran Premio dell'Estoril, gara valida per il Campionato europeo di F2. Rispetto alla precedente gara di Monza Hans Binder riprese il suo volante alla Surtees al posto di Lamberto Leoni.
Nel Gran Premio di Mosport, per l'ultima volta, la Ferrari iscrisse tre vetture a un gran premio mondiale: a Lauda e Reutemann si aggiunse il canadese Gilles Villeneuve che avrebbe affiancato l'argentino nel 1978. Lauda però decise di effettuare nemmeno le prove affermando che non si sentiva in grado di vincere.
Riccardo Patrese, dopo aver saltato il Gran Premio del Glen, per un impegno nel Campionato europeo di F2, tornò alla Shadow, al posto di Jean-Pierre Jarier.
Per l'ultima gara stagionale, in Giappone, Niki Lauda comunicò alla Scuderia Ferrari la sua non disponibilità a correre nel gran premio, per una gastrite. La scuderia italiana schierò perciò i soli Gilles Villeneuve e Carlos Reutemann. La Kojima ufficiale fu per Noritake Takahara, mentre l'altro nipponico Kazuyoshi Hoshino utilizzò la vettura gestita dalla Heroes Racing. Il terzo pilota di casa fu Kunimitsu Takahashi, all'esordio assoluto, su una Tyrrell privata gestita dalla Meritsu Racing Team.
Per la prima volta la Ligier iscrisse una seconda vettura, affidata a Jean-Pierre Jarier, che nella stagione aveva corso con Penske e Shadow. Non parteciparono alla gara la Copersucar, la Renault (che preferì concentrarsi sulla vettura per il 1978), la Hesketh, così come non effettuò la trasferta in Giappone nessuna delle scuderie private che fino a quel momento avevano affrontato gare iridate.
Ian Scheckter, pilota della March, non poté disputare le prove perché il governo giapponese si rifiutò di concedergli il visto, essendo lui sudafricano, in seguito a una risoluzione del 1973 delle Nazioni Unite, che bloccava la partecipazione di atleti di quella nazione a gare sportive internazionali. Suo fratello, Jody, anch'egli sudafricano, fu invece ammesso nel Paese in forza del suo doppio passaporto britannico.

### Tabella riassuntiva
I seguenti piloti e costruttori presero parte al campionato del mondo di Formula 1 nella stagione 1977.
| Team                            | Costruttore   | Telai       | Motore              | Gomme | No    | Piloti                |
| ------------------------------- | ------------- | ----------- | ------------------- | ----- | ----- | --------------------- |
| Marlboro Team McLaren           | McLaren       | M23 M26     | Ford Cosworth DFV   | G     | 1     | James Hunt            |
| Marlboro Team McLaren           | McLaren       | M23 M26     | Ford Cosworth DFV   | G     | 2     | Jochen Mass           |
| Marlboro Team McLaren           | McLaren       | M23 M26     | Ford Cosworth DFV   | G     | 14    | Bruno Giacomelli      |
| Marlboro Team McLaren           | McLaren       | M23 M26     | Ford Cosworth DFV   | G     | 40    | Gilles Villeneuve     |
| Elf Team Tyrrell                | Tyrrell       | P34         | Ford Cosworth DFV   | G     | 3     | Ronnie Peterson       |
| Elf Team Tyrrell                | Tyrrell       | P34         | Ford Cosworth DFV   | G     | 4     | Patrick Depailler     |
| John Player Team Lotus          | Lotus         | 78          | Ford Cosworth DFV   | G     | 5     | Mario Andretti        |
| John Player Team Lotus          | Lotus         | 78          | Ford Cosworth DFV   | G     | 6     | Gunnar Nilsson        |
| Martini Racing                  | Brabham       | BT45        | Alfa Romeo 115-12   | G     | 7     | John Watson           |
| Martini Racing                  | Brabham       | BT45        | Alfa Romeo 115-12   | G     | 8     | José Carlos Pace      |
| Martini Racing                  | Brabham       | BT45        | Alfa Romeo 115-12   | G     | 8     | Hans-Joachim Stuck    |
| Martini Racing                  | Brabham       | BT45        | Alfa Romeo 115-12   | G     | 21    | Giorgio Francia       |
| Hollywood March Racing          | March         | 761         | Ford Cosworth DFV   | G     | 9     | Alex-Dias Ribeiro     |
| Team Rothmans International     | March         | 761         | Ford Cosworth DFV   | G     | 10    | Ian Scheckter         |
| Team Rothmans International     | March         | 761         | Ford Cosworth DFV   | G     | 10    | Hans-Joachim Stuck    |
| Team Rothmans International     | March         | 761         | Ford Cosworth DFV   | G     | 10    | Brian Henton          |
| Scuderia Ferrari SpA SEFAC      | Ferrari       | 312 T2      | Ferrari 015         | G     | 11    | Niki Lauda            |
| Scuderia Ferrari SpA SEFAC      | Ferrari       | 312 T2      | Ferrari 015         | G     | 12    | Carlos Reutemann      |
| Scuderia Ferrari SpA SEFAC      | Ferrari       | 312 T2      | Ferrari 015         | G     | 11/21 | Gilles Villeneuve     |
| Rotary Watches Stanley BRM      | BRM           | P207 P201   | BRM                 | G     | 14    | Larry Perkins         |
| Rotary Watches Stanley BRM      | BRM           | P207 P201   | BRM                 | G     | 29/40 | Teddy Pilette         |
| Rotary Watches Stanley BRM      | BRM           | P207 P201   | BRM                 | G     | 35    | Teddy Pilette         |
| Rotary Watches Stanley BRM      | BRM           | P207 P201   | BRM                 | G     | 35    | Conny Andersson       |
| Rotary Watches Stanley BRM      | BRM           | P207 P201   | BRM                 | G     | 35    | Guy Edwards           |
| Interscope Racing               | Penske        | PC4         | Ford Cosworth DFV   | G     | 14    | Danny Ongais          |
| Équipe Renault Elf              | Renault       | RS01        | Renault-Gordini EF1 | M     | 15    | Jean-Pierre Jabouille |
| Shadow Racing Team              | Shadow        | DN8         | Ford Cosworth DFV   | G     | 16    | Tom Pryce             |
| Shadow Racing Team              | Shadow        | DN8         | Ford Cosworth DFV   | G     | 16    | Renzo Zorzi           |
| Shadow Racing Team              | Shadow        | DN8         | Ford Cosworth DFV   | G     | 16    | Riccardo Patrese      |
| Shadow Racing Team              | Shadow        | DN8         | Ford Cosworth DFV   | G     | 16    | Jackie Oliver         |
| Shadow Racing Team              | Shadow        | DN8         | Ford Cosworth DFV   | G     | 16    | Arturo Merzario       |
| Shadow Racing Team              | Shadow        | DN8         | Ford Cosworth DFV   | G     | 16    | Jean-Pierre Jarier    |
| Shadow Racing Team              | Shadow        | DN8         | Ford Cosworth DFV   | G     | 17    | Renzo Zorzi           |
| Shadow Racing Team              | Shadow        | DN8         | Ford Cosworth DFV   | G     | 17    | Alan Jones            |
| Durex Team Surtees              | Surtees       | TS19        | Ford Cosworth DFV   | G     | 18    | Hans Binder           |
| Durex Team Surtees              | Surtees       | TS19        | Ford Cosworth DFV   | G     | 18    | Larry Perkins         |
| Durex Team Surtees              | Surtees       | TS19        | Ford Cosworth DFV   | G     | 18    | Patrick Tambay        |
| Durex Team Surtees              | Surtees       | TS19        | Ford Cosworth DFV   | G     | 18    | Vern Schuppan         |
| Durex Team Surtees              | Surtees       | TS19        | Ford Cosworth DFV   | G     | 18    | Lamberto Leoni        |
| Beta Team Surtees               | Surtees       | TS19        | Ford Cosworth DFV   | G     | 19    | Vittorio Brambilla    |
| Walter Wolf Racing              | Wolf          | WR1 WR2 WR3 | Ford Cosworth DFV   | G     | 20    | Jody Scheckter        |
| Team Tissot Ensign with Castrol | Ensign        | MN177       | Ford Cosworth DFV   | G     | 21    | Jacky Ickx            |
| Team Tissot Ensign with Castrol | Ensign        | MN177       | Ford Cosworth DFV   | G     | 22    | Clay Regazzoni        |
| Team Tissot Ensign with Castrol | Ensign        | MN177       | Ford Cosworth DFV   | G     | 22    | Jacky Ickx            |
| Theodore Racing Hong Kong       | Ensign        | MN177       | Ford Cosworth DFV   | G     | 23    | Patrick Tambay        |
| Penthouse Rizla Racing          | Hesketh       | P308E P308  | Ford Cosworth DFV   | G     | 24    | Rupert Keegan         |
| Hesketh Racing                  | Hesketh       | P308E P308  | Ford Cosworth DFV   | G     | 25    | Harald Ertl           |
| Hesketh Racing                  | Hesketh       | P308E P308  | Ford Cosworth DFV   | G     | 25    | Héctor Rebaque        |
| Hesketh Racing                  | Hesketh       | P308E P308  | Ford Cosworth DFV   | G     | 25    | Ian Ashley            |
| Hesketh Racing                  | Hesketh       | P308E P308  | Ford Cosworth DFV   | G     | 39    | Héctor Rebaque        |
| Hesketh Racing                  | Hesketh       | P308E P308  | Ford Cosworth DFV   | G     | 39    | Ian Ashley            |
| Ligier Gitanes                  | Ligier        | JS7         | Matra MS76          | G     | 26    | Jacques Laffite       |
| Ligier Gitanes                  | Ligier        | JS7         | Matra MS76          | G     | 27    | Jean-Pierre Jarier    |
| Williams GP Engineering         | March         | 761         | Ford Cosworth DFV   | G     | 27    | Patrick Nève          |
| Copersucar-Fittipaldi           | Fittipaldi    | FD          | Ford Cosworth DFV   | G     | 28    | Emerson Fittipaldi    |
| Copersucar-Fittipaldi           | Fittipaldi    | FD          | Ford Cosworth DFV   | G     | 29    | Ingo Hoffmann         |
| Chesterfeld Racing              | March McLaren | 761 M23     | Ford Cosworth DFV   | G     | 30    | Brett Lunger          |
| LEC Refrigeration Racing        | LEC           | 1           | Ford Cosworth DFV   | G     | 31    | David Purley          |
| RAM Racing/F&S Properties       | March         | 761         | Ford Cosworth DFV   | G     | 32    | Mikko Kozarowitsky    |
| RAM Racing/F&S Properties       | March         | 761         | Ford Cosworth DFV   | G     | 32    | Boy Hayje             |
| RAM Racing/F&S Properties       | March         | 761         | Ford Cosworth DFV   | G     | 32    | Michael Bleekemolen   |
| RAM Racing/F&S Properties       | March         | 761         | Ford Cosworth DFV   | G     | 33    | Boy Hayje             |
| RAM Racing/F&S Properties       | March         | 761         | Ford Cosworth DFV   | G     | 33    | Andy Sutcliffe        |
| RAM Racing/F&S Properties       | March         | 761         | Ford Cosworth DFV   | G     | 39    | Mikko Kozarowitsky    |
| ATS Racing Team                 | Penske        | PC4         | Ford Cosworth DFV   | G     | 33/35 | Hans Binder           |
| ATS Racing Team                 | Penske        | PC4         | Ford Cosworth DFV   | G     | 34    | Jean-Pierre Jarier    |
| ATS Racing Team                 | Penske        | PC4         | Ford Cosworth DFV   | G     | 35    | Hans Heyer            |
| Iberia Airlines                 | McLaren       | M23         | Ford Cosworth DFV   | G     | 36    | Emilio de Villota     |
| Team Merzario                   | March         | 761B        | Ford Cosworth DFV   | G     | 37    | Arturo Merzario       |
| Jac Nellemann                   | Penske        | PC3         | Ford Cosworth DFV   | G     | 38    | Jac Nellemann         |
| HB Bewaking Alarm Systems       | Boro          | 001         | Ford Cosworth DFV   | G     | 38    | Brian Henton          |
| British Formula One Team        | March         | 761         | Ford Cosworth DFV   | G     | 38    | Jean-Pierre Jabouille |
| British Formula One Team        | March         | 761         | Ford Cosworth DFV   | G     | 38    | Henri Pescarolo       |
| British Formula One Team        | March         | 761         | Ford Cosworth DFV   | G     | 38    | Brian Henton          |
| British Formula One Team        | March         | 761         | Ford Cosworth DFV   | G     | 38/46 | Bernard de Dryver     |
| Jolly Club of Switzerland       | Apollon       | Fly         | Ford Cosworth DFV   | G     | 41    | Loris Kessel          |
| Melchester Racing               | Surtees       | TS19        | Ford Cosworth DFV   | G     | 44    | Tony Trimmer          |
| Brian McGuire                   | McGuire       | BM1         | Ford Cosworth DFV   | G     | 45    | Brian McGuire         |
| Meiritsu Racing Team            | Tyrrell       | 007         | Ford Cosworth DFV   | D     | 50    | Kunimitsu Takahashi   |
| Kojima Engineering              | Kojima        | KE009       | Ford Cosworth DFV   | B     | 51    | Noritake Takahara     |
| Heroes Racing Corporation       | Kojima        | KE009       | Ford Cosworth DFV   | B     | 52    | Kazuyoshi Hoshino     |

## Circuiti e gare
Il Circuito di Digione tornò nel calendario mondiale quale sede del Gran Premio di Francia, in luogo del Paul Ricard. Il circuito della Borgogna aveva già ospitato il Gran Premio di Francia 1974, e fu sede anche del Gran Premio di Svizzera 1975 gara però non inserita nel calendario mondiale. La Svizzera non permetteva - e non permette - la tenuta di gran premi di F1 sul proprio territorio nazionale. Rispetto all'edizione del 1974 la lunghezza del tracciato venne portata a 3,8 km (contro i precedenti 3,289), con l'aggiunta della Parabolique.
Nella solita alternanza fra autodromi inglesi il Circuito di Silverstone prese il posto di quello di Brands Hatch quale sede del Gran Premio di Gran Bretagna. Il gran premio fu valido anche quale Gran Premio d'Europa, per la quinta volta nella sua storia (l'ultima era stata nel 1972). Fu l'ultima occasione in cui il titolo onorifico di Gran Premio d'Europa venne assegnato a uno dei gran premi europei della stagione. Il Gran Premio d'Europa rientrerà nel calendario nel 1983, con una gara a lui esclusivamente intitolata. Il Gran Premio di Silverstone venne premiato col Race Promoters' Trophy, quale miglior gran premio della stagione.
Nel 1976 la Nordschleife era stata teatro del grave incidente di Niki Lauda, per tale ragione il Gran Premio di Germania abbandonò il Nürburgring, per trasferirsi a Hockenheim. Quest'ultimo aveva già ospitato il Gran Premio di Germania nel 1970. La decisione del trasferimento venne presa dopo una visita sul circuito di alcuni piloti, tra cui lo stesso Lauda.
L'Österreichring, sede del Gran Premio d'Austria, venne ulteriormente modificato, a seguito dell'incidente mortale subito dal pilota Mark Donohue nel corso del warm up del GP del 1975. Dopo le modifiche dell'edizione del 1976 venne inserita una chicane (Hella Licht) al posto della prima curva, la Vöst-Hügel, che allungò il circuito fino a 5.942 metri.
Inizialmente il Gran Premio del Canada avrebbe dovuto abbandonare Mosport Park per un circuito cittadino a Toronto o a Montréal; successivamente l'impossibilità di allestire tale circuito fece ritornare la gara alla sua sede tradizionale.

## Modifiche al regolamento

### Regolamento sportivo
L'alto numero di iscritti al Gran Premio del Belgio portò a una protesta della Scuderia Ferrari, che venne esposta in una riunione della CSI tenuta il 7 maggio a Bologna. La CSI stabilì una deroga al regolamento secondo cui solo due piloti potessero essere iscritti a ciascun gran premio, in sovrannumero rispetto a quelli legati alla Formula One Constructors Association. Successivamente la CSI ribaltò la sua posizione e stabilì che non vi erano limiti nel numero di piloti che potessero iscriversi a un gran premio.
Il 25 giugno, in una riunione svolta a Parigi, la CSI decise di stabilire un numero massimo di vetture ammissibili al via di gran premio, a seconda delle caratteristiche tecniche dei circuiti. Tale decisione sarebbe entrata in vigore dal primo gran premio successivo, quello di Digione. Si ribadì che solo 4 piloti potessero essere accettati in sovrannumero rispetto a quelli ammessi al via, e che due dovessero essere del Paese ove la gara aveva luogo.
Anche a luglio, venne riproposta l'istituzione di un numero chiuso di piloti per ciascun gran premio, dopo che nel Gran Premio di Gran Bretagna erano state effettuate delle prequalifiche. Si decise invece di mantenere lo schema seguito fino a quel punto, ammettendo alle prove di ciascuna gara un numero illimitato di vetture, eventualmente provvedendo a delle prequalifiche.

## Riassunto della stagione

### Gran Premio d'Argentina

Jody Scheckter portò subito alla vittoria l'esordiente Wolf, nel GP d'Argentina.

La testa della gara venne presa da John Watson, che poteva contare su gomme morbide. Dietro al nordirlandese si pose James Hunt, seguito da Niki Lauda, Mario Andretti, Jochen Mass e Carlos Reutemann.
Il pilota della Brabham condusse per i primi dieci giri, prima di venir passato da Hunt. Lauda, a sua volta in crisi, perse una posizione a favore di Andretti. Al ventesimo giro Lauda si ritirò per un problema al propulsore.
Tra il 21º e il 25º giro Andretti venne passato sia da Jochen Mass che da Pace, scendendo così in quinta posizione. Ora la classifica vedeva in testa James Hunt, seguito da Watson, Mass, Pace, Andretti, Jody Scheckter, Patrick Depailler e Clay Regazzoni. Al giro 29 Mass si ritirò per un problema al motore, e un giro dopo il suo compagno di scuderia, e leader della gara, Hunt fu autore di un'uscita di pista (quando aveva ormai 15 secondi di margine sul secondo), che lo costrinse ad abbandonare la gara. Watson si trovò così nuovamente in testa.
Pace attaccò con successo Watson al 35º giro, prendendosi così la testa della corsa. Dietro ai due battistrada si pose Scheckter, che al giro 38 passò Andretti. Al 42º giro Watson fu costretto al ritiro per la rottura del semiasse. Ciò consentì a Jody Scheckter sulla esordiente Wolf di scalare secondo, e porsi all'inseguimento di Pace. Il brasiliano scontava problemi agli pneumatici e Scheckter lo infilò al 47º giro al termine del rettifilo che conduceva alla parte più lenta.
Vinse Jody Scheckter, per la quinta volta nel mondiale, davanti a Carlos Pace e Carlos Reutemann. Per la Wolf si trattò di una vittoria nel suo gran premio d'esordio come costruttore in proprio, dopo che nel 1976 aveva impiegato delle Hesketh, ribattezzate Wolf-Williams.
Un esordio in F1 con successo era capitato solo alla Mercedes nel Gran Premio di Francia 1954 (che in effetti va considerata la prima vittoria di una squadra debuttante contro avversari già preparati alla competizione come nel caso della Wolf), alla Maserati alla prima gara disputata in assoluto del campionato 1950 (ma non valida per il campionato Mondiale), all'Alfa Romeo (ma si trattava della prima gara in del mondiale di F1 1950 valida anche per il mondiale dove tutti i partecipanti erano quindi debuttanti), all'americana Kurtis Kraft (alla prima gara del mondiale F1 svolta in Usa nella pista di casa come 500 Miglia di Indianapolis e valida per l'iride)

### Gran Premio del Brasile

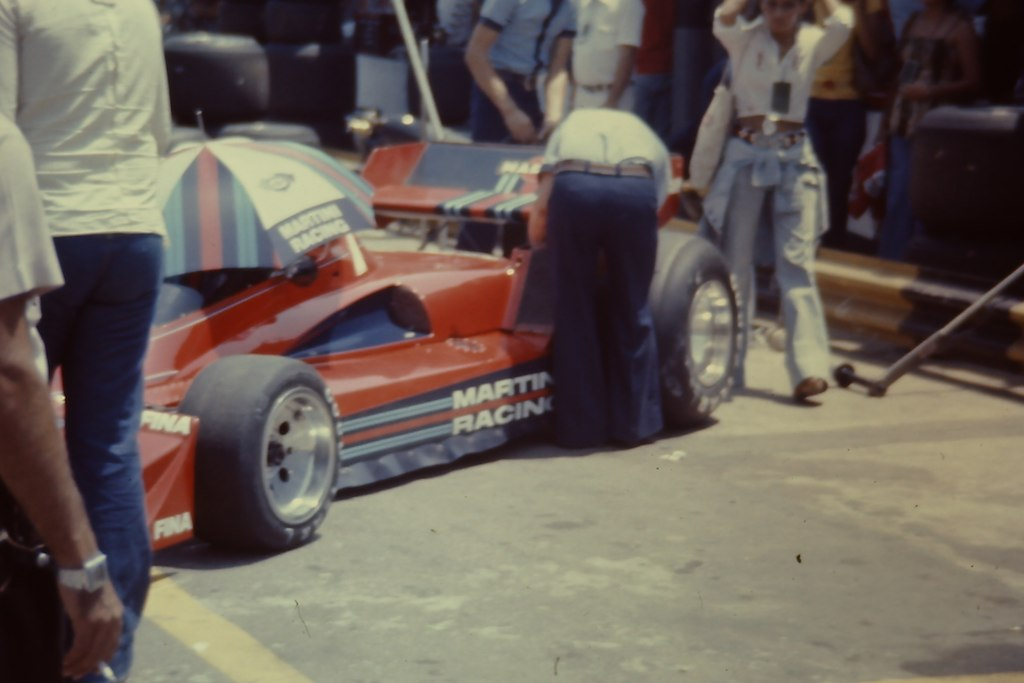
Una Brabham-Alfa Romeo nei box del Gran Premio del Brasile.

Carlos Pace si portò in testa la gruppo alla partenza, dopo aver passato James Hunt; nel corso del primo giro anche Carlos Reutemann passò il britannico. Seguivano Jochen Mass, Mario Andretti, Clay Regazzoni, Patrick Depailler, Jacques Laffite e Jody Scheckter.
Hunt e Reutemann misero pressione su Pace nei primi giri. Al giro 7 Hunt attaccò il brasiliano della Brabham, che andò in testacoda, rovinando il musetto. Passò così a condurre il britannico, davanti a Reutemann.
Al giro 11 Jody Scheckter fu costretto al ritiro per la rottura del motore. Il grande caldo scioglieva l'asfalto della pista e molti piloti sono costretti al ritiro da errori indotti dalla scivolosità del tracciato.
Al giro 16 Tom Pryce passò Laffite, poi passato anche da Watson. Tre giri dopo, Andretti, fu costretto al ritiro da un problema all'impianto elettrico. Pryce scalò così in terza posizione, seguito da Watson, Laffite, Niki Lauda ed Emerson Fittipaldi.
In testa intanto Hunt scontava un forte deterioramento degli pneumatici. Reutemann ne approfittò e passò a condurre al ventiduesimo giro. Poco dopo James Hunt fu costretto a una sosta ai box, da dove ripartì quarto, dietro a Reutemann, Pryce e Watson. Un giro dopo il campione del mondo 1976 passò Watson, riconquistando il podio virtuale. Negli ultimi giri Watson fu costretto al ritiro per una collisione con Depailler, mentre al giro 33 Pryce, secondo, abbandonò per un guasto al motore.
Carlos Reutemann vinse così per la quinta volta nel mondiale, la prima da quando correva per la Scuderia Ferrari, davanti a James Hunt e Niki Lauda. Solo sette vetture giunsero sotto la bandiera a scacchi. Per Zorzi il sesto posto rappresentò l'unico arrivo a punti nel mondiale di F1.

### Gran Premio del Sudafrica
James Hunt mantenne il comando della gara, seguito da Niki Lauda, Jody Scheckter e Patrick Depailler. Carlos Pace, complice un problema al cambio, si pose quinto. Seguivano Jochen Mass e Mario Andretti.
Al settimo giro Niki Lauda passò James Hunt e prese il comando della gara. Hunt era in crisi con le gomme, tanto che venne passato da Scheckter al giro 18.
Al giro 22 Zorzi, della Shadow, si ritirò per un problema al propulsore, parcheggiando la sua vettura alla The Kink. Dalla monoposto si levò una fumata bianca, ciò spinse due commissari ad attraversare la pista per spegnere un principio d'incendio. Nello stesso istante però arrivarono sul luogo due vetture, tra cui l'altra Shadow di Tom Pryce, che non riuscì a evitare l'impatto con Frederik Jansen van Vuuren, commissario olandese diciannovenne. L'estintore che van Vuuren portava colpì al capo Tom Pryce, che morì sul colpo. Il corpo del commissario venne dilaniato dall'impatto con la Shadow. La vettura, ormai fuori controllo, e col corpo inerte di Pryce al suo interno, proseguì la sua corsa lungo il rettilineo principale, colpì il guard-rail, rimabalzò sulla carreggiata e terminò la sua corsa contro la Ligier di Jacques Laffite, colpendola, senza però causare danni al pilota francese.
Niki Lauda continuò a dominare la gara, mentre più dietro si scaldò la lotta per il settimo posto tra Reutemann, Andretti e Watson. L'argentino fu autore di un testacoda dopo un contatto con Andretti e venne passato dai due e da Vittorio Brambilla. Il monzese tentò poi l'assalto a Watson, ma senza successo.
Al 48º giro Carlos Pace fu costretto a una sosta ai box, che lo fece precipitare al quattordicesimo posto. Ora la classifica vedeva in testa Niki Lauda, seguito da Jody Scheckter, James Hunt, Patrick Depailler, Jochen Mass, John Watson e Vittorio Brambilla.
Alla sessantaseiesima tornata Hunt sbagliò un doppiaggio e consentì a Depailler di passarlo dopo un bel duello fianco a fianco. Niki Lauda, che stava dominando la gara, fu costretto invece a rallentare. Un pezzo della vettura di Pryce, la parte superiore del roll-bar, si era infilata sotto la fiancata e aveva danneggiato il radiatore dell'acqua sinistro della sua Ferrari che, lentamente, perse circa i due terzi del liquido refrigerante. Con il motore ormai surriscaldato, il vantaggio di Lauda scese vistosamente ma l'austriaco riuscì a vincere anche se tagliò il traguardo a motore spento. Secondo fu Scheckter, terzo Depailler. Watson conquistò il suo primo giro veloce nel mondiale, per il motore Alfa il primo dal Gran Premio di Spagna 1951.

### Gran Premio degli Stati Uniti-Ovest
Al semaforo, Jody Scheckter partì bene dalla seconda fila, superando sia Niki Lauda che Mario Andretti, e passò primo alla prima curva, seguito da Lauda. Carlos Reutemann fu anch'esso protagonista di una buona partenza e si mise subito alle spalle di Andretti. La staccata dell'argentino fu però troppo lunga alla curva 1, uscì largo e venne così sfilato da tutta la compagnia. Andretti evitò il tamponamento con il ferrarista e si accodò ai primi due. La manovra dell'argentino gettò però lo scompiglio fra le vetture che seguivano.
I tre battistrada, Scheckter, Andretti e Lauda continuarono la battaglia ingaggiata già nelle prove, con il sudafricano che guidava con un vantaggio di un secondo e sette decimi dopo 3 tornate. Al quarto giro Lauda pressò Andretti e tentò di passarlo al hairpin, al termine del lungo rettilineo. L'austriaco bloccò le ruote nel tentativo di passare Andretti ma finì per colpire la vettura dell'italoamericano. La Ferrari dell'austriaco subì così dei danni.
Scheckter ingaggiò una disperata battaglia con Mario Andretti che tentava di sorpassarlo mentre la gomma stava ormai cedendo. Al giro 77, Mario Andretti infine superò la Wolf all'hairpin. Niki Lauda recuperava oltre un secondo ai rivali in lotta, e nel settantottesimo giro superò anch'egli Scheckter, portandosi a meno di un secondo da Andretti. Mario Andretti però riesce a spuntarla anche se solo con 77 centesimi sul ferrarista. Scheckter fu comunque terzo, mentre quarto fu Patrick Depailler sulla Tyrrell che sfruttò il ritiro di Jacques Laffite, al giro 78, per un guasto al cambio.

### Gran Premio di Spagna

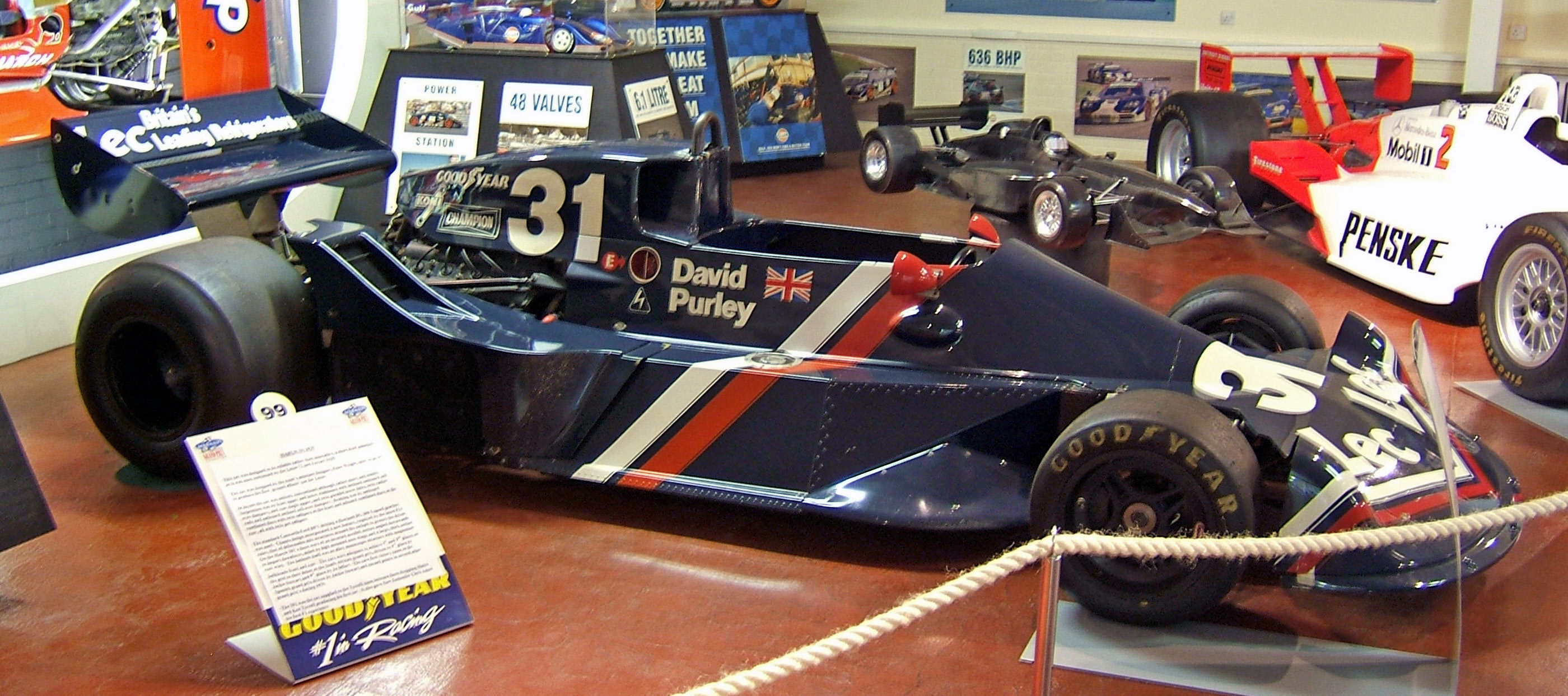
La LEC fece l'esordio come costruttore col modello CRP1 nel GP di Spagna.

Durante il warm up Niki Lauda soffrì per il riacutizzarsi del dolore alla costola incrinata in un incidente domestico l'anno precedente: ciò comportò l'impossibilità, per il pilota, di prendere parte al gran premio.
Alla partenza Mario Andretti mantenne il comando della gara, seguito da Jacques Laffite e Carlos Reutemann. Più dietro James Hunt passò Jody Scheckter, che a causa di questa manovra venne sorpassato anche da John Watson e da Clay Regazzoni. Il sudafricano ripassò comunque Regazzoni nel corso del secondo giro.
Nei primi giri le posizioni vennero modificate da ritiri e incidenti. Al quinto giro si ritirò James Hunt, per un guasto al motore, mentre al giro 10, durante un tentativo di sorpasso, Vittorio Brambilla toccò la vettura di Regazzoni, ed entrambi finirono nelle reti, dovendo abbandonare la gara. La classifica vedeva sempre in testa Andretti, seguito da Laffite, Reutemann, Watson, Scheckter, Nilsson, Mass e Depailler. Un giro dopo Jacques Laffite fu costretto ai box per un problema al fissaggio di una gomma.
Le posizioni di testa rimasero successivamente invariate, con Andretti che continuava a comandare la gara con un certo margine su Reutemann. Nell retrovie si mise in luce Laffite che recuperò diverse posizioni. La gara venne così vinta da Mario Andretti, davanti a Carlos Reutemann e Jody Scheckter. Laffite chiuse la sua rimonta al settimo posto. Fu la sessantesima vittoria, in una gara valida per il mondiale, per la Lotus.

### Gran Premio di Monaco
John Watson che aveva ottenuto il miglior tempo in prova partì male, anche perché lo stallo (posizione) della pole position sul circuito cittadino di Monaco corrispondeva, in quel 1977, al posizionamento della monoposto con le ruote posteriori, quelle della trazione, poste proprio sulle strisce pedonali del tracciato: così - come si vede molto bene sui filmati - le gomme pattinarono sulla vernice, e venne così passato subito da Jody Scheckter; dietro ai primi due si posero Carlos Reutemann, Hans-Joachim Stuck, Ronnie Peterson, Niki Lauda e James Hunt. Il sudafricano della Wolf venne pressato per diversi giri da Watson ma, senza commettere errori, mantenne il comando della gara fino al termine.
Al nono giro Peterson venne passato sia da Lauda che da Hunt, ciò in quanto la sua Tyrrell scontava dei problemi ai freni. Le posizioni di testa rimasero immutate fino al giro 20 quando Hans-Joachim Stuck si ritirò per un principio d'incendio sulla sua vettura; cinque giri dopo fu il turno del ritiro di Hunt. Il giro dopo Lauda passò il compagno di scuderia Reutemann. La classifica vedeva sempre in testa Jody Scheckter, seguito da John Watson, Niki Lauda, Carlos Reutemann, Jochen Mass e Mario Andretti.
Watson al giro 45 andò lungo alla chicane e venne passato da Niki Lauda. Tre giri dopo fu costretto al ritiro per un guasto al cambio. La classifica non mutò più negli ultimi giri: Jody Scheckter vinse per la sesta volta nel mondiale, pur rallentando vistosamente negli ultimi giri; la Ford-Cosworth conquistò la centesima vittoria (la prima nel Gran Premio d'Olanda 1967 con Jim Clark su Lotus).

### Gran Premio del Belgio
La partenza fu caratterizzata dall'arrivo della pioggia: i due piloti in prima fila, il poleman Mario Andretti e John Watson si eliminarono a vicenda per un incidente nel primo giro. In testa andò il leader del mondiale, Jody Scheckter seguito da Gunnar Nilsson, Jochen Mass, Carlos Reutemann e Patrick Depailler.
Vittorio Brambilla, della Surtees, fu autore nelle prime tornate di un gran de recupero che lo portò dalla dodicesima piazza della partenza al sesto posto in quattro giri. Jochen Mass all'ottavo giro andò in testacoda e venne passato da Reutemann.
La pioggia terminò abbastanza presto, consentendo alla pista di asciugarsi. Ciò costrinse i piloti a cambiare gli pneumatici. La Scuderia Ferrari impiegò solo quindici secondi per il cambio gomme, ciò portò in testa Lauda, davanti a Jochen Mass, Jody Scheckter (penalizzato da un testacoda), Alan Jones, Vittorio Brambilla e Gunnar Nilsson.
Poco dopo la pioggia ricomparve sul tracciato. Scheckter cercò di anticipare gli altri piloti e cambiò immediatamente gli pneumatici. Non così gli altri piloti di testa, con Mass che ridusse notevolmente il distacco da Lauda, mentre Nilsson recuperava due posizioni a Brambilla e Jones. La pioggia però terminò rapidamente, costringendo Scheckter a una nuova sosta. Al giro 39 Mass fu costretto al ritiro per un'uscita di pista. Ora la classifica vedeva sempre al comando Niki Lauda, seguito da Gunnar Nilsson, Ronnie Peterson, Vittorio Brambilla, Alan Jones e Jody Scheckter. Al quarantaquattresimo giro Brambilla passò anche Peterson.
Con la pista che si asciugava l'assetto della Ferrari non risultava più competitivo. Al giro 49 Nilsson passò in testa e, all'austriaco, si avvicinò anche Brambilla che però fu autore di un paio di imprecisioni nei doppiaggi che lo fecero passare da Peterson.
Gunnar Nilsson vinse la sua prima e unica gara valida per il mondiale di F1 (conquistando anche il giro più veloce), precedendo Lauda e l'altro svedese Ronnie Peterson. Fu l'unico doppio podio per la Svezia in Formula 1.

### Gran Premio di Svezia
Alla partenza la testa della gara venne presa da John Watson, seguito da Jody Scheckter e Mario Andretti. L'italoamericano fu però capace di passare sia il sudafricano che il nordirlandese nei primi due giri. Completavano la zona punti James Hunt, Hans-Joachim Stuck e Patrick Depailler.
Nei primi giri le posizioni rimasero invariate, col solo Stuck che venne passato da Depailler, Jochen Mass, Carlos Reutemann e Jacques Laffite. Mentre Andretti comandava la gara, al giro 29 Scheckter colpì la Brabham di Watson. Il primo fu costretto al ritiro, mentre Watson perse diverse posizioni, uscendo dalla zona punti. Ora la classifica vedeva Hunt secondo, seguito da Depailler, Jochen Mass, Jacques Laffite, Carlos Reutemann e Watson. Andretti però, pur comandando la gara, scontava dei problemi alla pompa della benzina, che gli provocavano un consumo anomalo del carburante.
Tra il trentanovesimo giro e il quarantunesimo Laffite passò sia Depailler che Hunt, installandosi al secondo posto dietro a Mario Andretti. Pochi giri dopo anche Mass passò i due. Hunt continuò a perdere posizioni a causa dell'usura degli pneumatici, questo consentì a Watson di tornare in zona punti. Intanto Carlos Reutemann passò anche Depailler, ponendosi al quarto posto, subito dietro Mass.
Andretti a tre giri dal termine fu costretto a una sosta imprevista ai box per un rabbocco di benzina. Vinse così Jacques Laffite per la prima volta in Formula 1; anche per la Ligier e per la Matra, fornitrice del propulsore, si trattò della prima vittoria nel mondiale.

### Gran Premio di Francia
Mario Andretti partì male e venne infilato da James Hunt, John Watson e Jacques Laffite. Lo statunitense fu comunque in grado di passare Laffite già nel corso del primo giro. Nelle retrovie Carlos Reutemann toccò la vettura di Jochen Mass, perdendo diverse posizioni.
Al quinto giro Watson passò Hunt e si pose al comando. Più dietro stava intanto rinvenendo Niki Lauda che, partito nono, passò in zona punti già all'undicesimo giro. Al dodicesimo giro anche Andretti passò Hunt. La classifica vedeva sempre in testa Watson, seguito da Andretti, Hunt, Laffite, Nilsson, Lauda e Jody Scheckter.
La classifica delle prime posizioni rimase invariate per diversi giri. Mario Andretti stava pressando Watson per la prima piazza, ma senza riuscire a passare il pilota della Brabham. Reutemann, tra il cinquantatreesimo e il cinquantacinquesimo giro scalò di due posizioni, diventando settimo, dietro al compagno di scuderia Niki Lauda.
Pochi giri dopo, Laffite, penalizzato in un tentativo di doppiaggio da Hans-Joachim Stuck, venne passato da Gunnar Nilsson, e successivamente danneggiò il musetto contro la vettura del tedesco. Ciò lo costrinse a una sosta ai box che lo fece scendere al nono posto della classifica.
Per la prima posizione Andretti continuava a mettere pressione su Watson, che però riusciva a difendersi egregiamente. Ma proprio all'ultima tornata la Brabham di Watson terminò la benzina e così venne passata dalla Lotus di Mario Andretti. Il nordirlandese fu comunque capace di giungere secondo.

### Gran Premio di Gran Bretagna

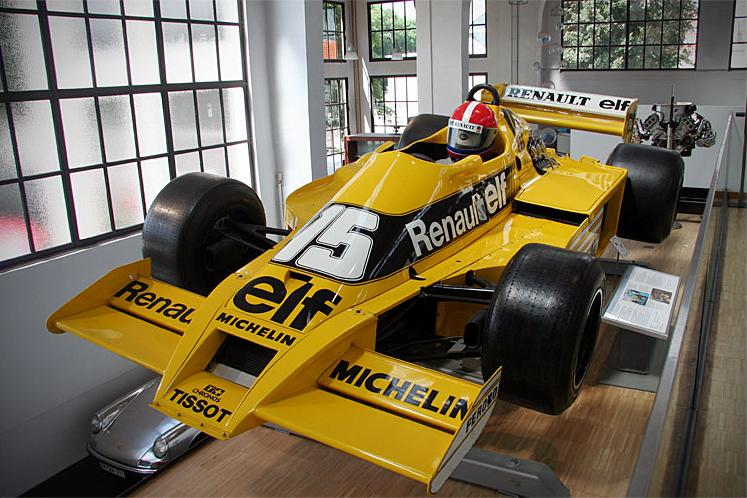
La Renault fece il suo esordio in F1 nel Gran Premio di Gran Bretagna.

A causa dell'elevato numero di iscritti, e per evitare di respingere alcune iscrizioni (come era avvenuto nel gran premio precedente), si decise di fare effettuare delle prequalifiche al mercoledì, un giorno prima dell'inizio delle qualifiche. Nel corso delle stesse David Purley, a causa del blocco dell'acceleratore della sua LEC, tagliò interamente la curva Becketts e passò da 170 a 0 km/h in settanta centimetri: una decelerazione vicina ai 180G, che gli costò diverse fratture e parecchi mesi di degenza. I soccorritori dovettero impiegare un quarto d'ora per liberare il pilota dalle lamiere della sua monoposto.
Alla partenza James Hunt, partito dalla pole, venne passato da John Watson, Niki Lauda e Jody Scheckter. Dietro all'inglese della McLaren si trovarono le due Lotus di Gunnar Nilsson e Mario Andretti e le due altre McLaren di Gilles Villeneuve e Jochen Mass. Al sesto giro Andretti passò il compagno di scuderia Nilsson.
Hunt riconquistò una posizione al settimo giro, passando Scheckter, mentre al decimo giro un problema al motore costrinse Villeneuve a una sosta, che gli fece perdere due giri. La rimonta del britannico della McLaren proseguì al giro 23 quando riuscì a passare Niki Lauda alla Copse. L'austriaco scontava un piccolo problema all'impianto frenante. La classifica vedeva perciò in testa sempre John Watson, seguito da Hunt, Lauda, Scheckter, Andretti, Nilsson e Jochen Mass.
Hunt si avvicinò rapidamente al battistrada Watson, che con la sua Brabham, spinta da un motore Alfa Romeo, riusciva a distanziare sul rettilineo la più agile vettura di Hunt. Al cinquantesimo giro Watson fu costretto a fermarsi ai box per un guasto all'impianto di alimentazione.
Gunnar Nilsson, tre giri dopo, passò il suo compagno di scuderia Andretti, che scontava dei problemi all'impianto di alimentazione. Nilsson si portò alle spalle di Scheckter, che fuse il suo motore al giro 59, ritirandosi. Al giro 65 fu il turno del ritiro anche per Mario Andretti.
James Hunt vinse per l'ottava volta nel mondiale, precedendo sul podio Niki Lauda e Gunnar Nilsson, che si avvicinò all'austriaco nelle ultime fasi di gara.

### Gran Premio di Germania
Jody Scheckter conquistò la prima e unica pole per la Wolf. Scheckter mantenne il comando della gara al via, precedendo John Watson, James Hunt e Niki Lauda. L'austriaco passò Hunt già nel corso del primo giro. Completavano le prime posizioni Hans-Joachim Stuck, Jacques Laffite, Carlos Reutemann e Mario Andretti. Prese il via dai box anche il pilota locale Hans Heyer con una Penske del team tedesco ATS, che non si era qualificato per la gara. Il tedesco rimase in pista per sette giri, prima di essere costretto al ritiro per un guasto alla trasmissione.
La gara di Watson terminò dopo otto giri, quando il pilota nordirlandese fu costretto al ritiro per un guasto al propulsore. Al tredicesimo giro Lauda attaccò Scheckter nel lungo rettilineo, prima di passarlo all'entrata del Motodrome. Il sudafricano resistette all'attacco di Hunt, e rimase in seconda posizione.
Il caldo e la natura della pista, molto veloce, misero in crisi molti motori. Al trentatreesimo giro fu infatti il Cosworth di James Hunt a rompersi, costringendo l'inglese al ritiro. Ora, dietro a Niki Lauda, si trovavano Jody Scheckter, Hans-Joachim Stuck, Carlos Reutemann, Mario Andretti, Vittorio Brambilla e Ronnie Peterson. Un giro dopo anche Andretti fu costretto ad abbandonare il gran premio col motore rotto e, poco dopo, Brambilla venne passato da Peterson. Al giro 38 l'italiano riprese la posizione allo svedese. Peterson fu poi costretto anch'egli al ritiro, sempre a causa del motore.
Niki Lauda conquistò il quattordicesimo successo nel mondiale, precedendo Scheckter e Stuck, entrambi con problemi di consumo del carburante, tanto che il tedesco tagliò il traguardo a motore spento. Per Stuck fu il primo podio nel mondiale. A punti per la prima volta anche Patrick Tambay.

### Gran Premio d'Austria
La pioggia, caduta fino a dieci minuti dalla partenza, rese la pista bagnata. Tutti i piloti optarono però per le slick, tranne Gunnar Nilsson e Arturo Merzario.
Al via Niki Lauda venne passato sia da James Hunt che da Mario Andretti. L'italoamericano passò anche Hunt e, al termine del primo giro, si trovò in testa. Dopo i primi tre si trovavano Jody Scheckter, Patrick Tambay, Hans-Joachim Stuck e Gunnar Nilsson.
Nei primi giri furono le vetture con gomme da bagnato ad essere avvantaggiate. Nilsson al quarto giro, dopo una lunga serie di sorpassi, si trovò secondo dietro ad Andretti (che invece montava gomme da asciutto); un altro grande recupero lo effettuò Arturo Merzario che, partito ventunesimo, si trovò al sesto posto al nono giro. Lauda invece, che aveva optato per le slick, perdette inesorabilmente diverse posizioni, crollando al decimo posto. Poco dopo però sia Nilsson che Merzario furono costretti al box, per montare anch'essi gomme da asciutto. Entrambi furono risucchiati a metà classifica.
Il battistrada Mario Andretti fu costretto al ritiro al giro 12 per la rottura del motore. La classifica vedeva in testa James Hunt, seguito da Jody Scheckter, Hans-Joachim Stuck, Alan Jones, Jochen Mass, Niki Lauda e Patrick Tambay. Un giro dopo Mass fu costretto ai box per la rottura della spia dell'acqua.
In pochi giri Jones scavalcò sia Scheckter che Stuck, portandosi così alle spalle di Hunt. Anche Gunnar Nilsson si dimostrava molto competitivo, tanto da recuperare diverse posizioni: passò prima le due Tyrrell, poi Tambay e Reutemann, ponendosi alle spalle di Niki Lauda.
Al trentesimo giro Stuck, sotto pressione di Lauda e Nilsson, commise un errore, perdendo due posizioni. La rimonta di Gunnar Nilsson proseguì coi sorpassi su Niki Lauda e Jody Scheckter al giro 32. Lo svedese vide interrotta la sua gara dalla rottura del propulsore al giro 38. Ora la classifica vedeva sempre al comando James Hunt, seguito da Alan Jones, Niki Lauda, Jody Scheckter, Hans-Joachim Stuck e Carlos Reutemann.
L'inglese della McLaren fu fermato, anche lui, al quarantaquattresimo giro dal motore rotto. Passò in testa Jones, che mantenne il comando fino all'arrivo. Negli ultimi giri la classifica mutò per un errore di Scheckter che sbagliò un doppiaggio; nel finale entrò in zona punti anche Mass, che passò Rupert Keegan.

### Gran Premio d'Olanda
Mario Andretti non fu capace di mantenere il comando della gara al via: venne passato prima da Jacques Laffite, poi da James Hunt; l'inglese della McLaren s'installò al comando, davanti al transalpino. Seguivano Niki Lauda, Carlos Reutemann, John Watson e Clay Regazzoni. Nel corso del secondo giro Watson fu costretto al ritiro per la rottura della coppa dell'olio, mentre Andretti ripassò Laffite.
Andretti mise subito sotto pressione anche Hunt, ma l'inglese fu capace di resistere agli attacchi dell'italoamericano. Al sesto giro però le due vetture furono protagoniste di un contatto, a seguito di un nuovo tentativo di sorpasso di Andretti: Hunt fu costretto al ritiro mentre Andretti precipitò in quarta posizione, dietro alle due Ferrari. Dalle retrovie intanto si faceva luce il compagno di scuderia di Andretti, Gunnar Nilsson, che si trovò in quinta posizione.
Mario Andretti passò Carlos Reutemann al giro 10, e iniziò ad attaccare anche Lauda. Dopo qualche tentativo però, al quattordicesimo giro, Andretti fu costretto al ritiro per la rottura del motore della sua Lotus. La classifica vedeva ora sempre in testa Jacques Laffite, seguito dal duo della Scuderia Ferrari, poi Gunnar Nilsson, Ronnie Peterson, Clay Regazzoni e Patrick Tambay. Tra il diciottesimo e il diciannovesimo giro anche Peterson e Regazzoni abbandonarono la gara per problemi tecnici.
Al giro 20 Lauda prese il comando del gran premio, passando Laffite. Dietro intanto Nilsson cercava di passare Reutemann: i due vennero al contatto al giro 35. Nilsson fu costretto a ritirarsi, mentre Reutemann andò ai box, retrocedendo al tredicesimo posto della classifica. Dietro ai due battistrada, la classifica vedeva terzo Patrick Tambay, seguito da Jody Scheckter, Emerson Fittipaldi, Jean-Pierre Jabouille e Vittorio Brambilla.
Al quarantesimo giro la rottura di una sospensione sulla sua Renault portò al ritiro Jabouille. Le altre posizioni rimasero invariate fino al giro 59 quando Brambilla passò Fittipaldi, installandosi al quinto posto. La gara del pilota monzese s'interruppe al giro 68, quando finì fuori pista, nel tentativo di passare Scheckter. Proprio all'ultimo giro Patrick Tambay, che stava per cogliere il primo podio per lui e l'Ensign, fu costretto ad abbandonare la gara per la mancanza della benzina.
Niki Lauda conquistò il suo quindicesmo successo nel mondiale, davanti a Jacques Laffite e Jody Scheckter. Tambay venne comunque classificato quinto, davanti a Carlos Reutemann, che era stato protagonista di una bella rimonta nella seconda parte della gara.

### Gran Premio d'Italia

Niki Lauda nel Gran Premio d'Italia. Pochi giorni prima della gara annunciò il suo abbandono della Scuderia Ferrari per il 1978.

Alla partenza Jody Scheckter prese il comando, seguito da Clay Regazzoni, James Hunt, Mario Andretti, Carlos Reutemann, Niki Lauda e Jochen Mass. Già nel corso del primo giro Regazzoni venne passato da Hunt e Andretti, con l'italoamericano che si pose secondo passando lo stesso Hunt. Nel giro seguente Regazzoni cedette la sua posizione anche a Carlos Reutemann e Niki Lauda, poi anche a Mass e Stuck. Al sesto giro Stuck passò Mass. La classifica vedeva così in testa Jody Scheckter, seguito da Mario Andretti, James Hunt, poi il duo della Scuderia Ferrari, seguito da Hans-Joachim Stuck.
Al decimo giro Andretti prese il comando della gara passando Scheckter. Due giri dopo Hunt fu autore di un testacoda che lo fece retrocedere in ottava posizione. Stava nel frattempo rinvenendo Alan Jones che passò Mass per la sesta posizione al giro 14. Quattro giri dopo Mass venne sorpassato anche dal compagno di scuderia Hunt.
Al ventiquattresimo giro Scheckter fu costretto al ritiro per la rottura del motore. Nel medesimo giro Jones passò anche Hans-Joachim Stuck. Anche James Hunt fu costretto a ritirarsi, pochi giri dopo, per un guasto all'impianto frenante, così come Stuck, per la rottura del suo motore. La classifica vedeva sempre in testa Andretti, seguito da Reutemann, Lauda, Jones, Mass, Regazzoni e Ronnie Peterson.
Al 36º giro Lauda passò Reutemann conquistando la seconda posizione a 14" da Andretti.
Al giro 40 Bruno Giacomelli fu vittima della rottura del suo propulsore: l'accaduto inondò d'olio la pista alla prima chicane. Carlos Reutemann scivolò sull'olio, e la sua vettura finì nella sabbia. Anche Riccardo Patrese uscì di pista per l'olio; nell'uscita venne coinvolto un commissario di gara che si fratturò una gamba. Mario Andretti conquistò la sesta vittoria nel mondiale, davanti a Lauda, Alan Jones (settimo e ultimo podio per la Shadow). Con il podio di Niki Lauda la Scuderia Ferrari fece propria, per la quinta volta, la Coppa Costruttori.

### Gran Premio degli Stati Uniti-Est
Al via Hans-Joachim Stuck passò il poleman James Hunt: al termine del primo giro, dietro ai primi due, si trovarono Mario Andretti, Carlos Reutemann, Ronnie Peterson, Niki Lauda e Jody Scheckter. In pochi giri Scheckter ebbe la meglio sia su Lauda che su Peterson.
Al quarto giro anche Reutemann, a causa di un testacoda, venne passato da Scheckter. Un altro pilota in rimonta era Clay Regazzoni, che si trovò al nono giro settimo, dopo il ritiro di Jochen Mass. La classifica vedeva sempre primo Hans-Joachim Stuck, seguito da James Hunt, Mario Andretti, Jody Scheckter, Carlos Reutemann, Niki Lauda e Regazzoni. All'undicesimo giro un altro errore di Reutemann permise a Lauda di guadagnare una posizione.
La gara del battistrada Stuck terminò al quindicesimo giro. Il tedesco scontava già dei problemi alla frizione da qualche giro; mancò però una marcia, uscì di pista, distruggendo così la sua Brabham.
Si trovò in testa James Hunt con un vantaggio su Andretti di 10,5 secondi, e di 14 su Jody Scheckter. La pista si stava, nel frattempo, asciugando ma le gomme delle vetture non riuscivano a scaldarsi. Al ventunesimo giro Jacques Laffite strappò l'ottava piazza a Peterson, e due giri dopo Regazzoni passò anche Reutemann.
Con pochi giri da completare e 22 secondi di vantaggio, Hunt rallentò molto per preservare gli pneumatici, mentre Lauda conservava ancora la quarta piazza, sufficiente per consentirgli di vincere il suo secondo titolo. Anche Jody Scheckter rallentò il ritmo per preservare anche lui le gomme. Andretti si avvicinò a Hunt nell'ultimo giro, ma senza impensierirlo.
James Hunt conquistò la nona vittoria della sua carriera, davanti ad Andretti e Scheckter. Niki Lauda chiuse quarto: l'austriaco vinse il secondo titolo piloti dopo quello del 1975.

### Gran Premio del Canada
Mario Andretti tenne il comando della gara, seguito da James Hunt, Jochen Mass, Gunnar Nilsson, Riccardo Patrese, Depailler e Peterson. Watson, ottavo, si ritirò nel corso del secondo giro per un'uscita di pista. Sempre nel secondo giro Depailler passò Riccardo Patrese e, tre giri dopo, anche Gunnar Nilsson.
Jody Scheckter attaccò Peterson per la settima piazza ma lo svedese riusciva a difendersi molto tenacemente. Peterson e Scheckter guadagnarono entrambi una piazza sfruttando un testacoda di Patrese al decimo giro: il giro seguente Scheckter passò Peterson. Ora la classifica vedeva in testa Mario Andretti, seguito da James Hunt, Jochen Mass, Patrick Depailler, Gunnar Nilsson, Jody Scheckter e Ronnie Peterson. Tra il quattordicesimo e diciassettesimo giro Depailler cedette la posizione a Nilsson, Scheckter e Carlos Reutemann. Nilsson fu costretto al ritiro al giro 18 per la rottura dell'acceleratore; due giri dopo toccò a Reutemann abbandonare la gara, per un guasto al sistema dell'alimentazione.
James Hunt riuscì ad avvicinarsi a Mario Andretti sfruttando i tanti doppiaggi che il duo di testa fu costretto a compiere, vista la superiorità delle loro vetture. A seguito di un'indecisione di Andretti nel doppiare Jochen Mass (in quel momento terzo e compagno di scuderia di Hunt), l'inglese affiancò lo statunitense: i due compirono mezzo giro a ruote vicine, fino alla White Corner, dove Hunt, in staccata, passò Andretti, che protestò per la manovra. Quando Hunt, pochi metri dopo, si trovò a doppiare Mass, fra i due vi un'incomprensione, Hunt colpì la vettura di Mass, e fu costretto al ritiro. Tornò così in testa Mario Andretti, che aveva un giro di vantaggio su Jody Scheckter, che era passato secondo. Un giro dopo Brambilla passò Patrese. La classifica perciò vedeva primo Andretti, seguito da Scheckter, Depailler, Brambilla e Patrese.
Andretti rallentò il ritmo, tanto che Scheckter si sdoppiò. La gara dell'italoamericano terminò al settantottesimo giro per la rottura del suo motore. La vettura perse molto olio che, non segnalato, costò a Patrese e Brambilla un'uscita di pista. Jody Scheckter conquistò la terza vittoria della stagione, l'ultima per la Wolf. Completarono il podio Patrick Depailler e Jochen Mass.

### Gran Premio del Giappone
Il poleman Mario Andretti partì male tanto che si trovò scavalcato da otto vetture. Prese il comando James Hunt, seguito da Jody Scheckter, Jochen Mass, Clay Regazzoni, John Watson, Jacques Laffite e Hans-Joachim Stuck. Andretti recuperò presto una posizione, passando Reutemann. Al secondo giro, nel tentativo di passare Stuck, Andretti colpì la vettura del tedesco, e fu costretto a ritirarsi. Laffite perse nei primi giri diverse posizioni, a causa della scelta non felice degli pneumatici.
Al sesto giro il ferrarista Gilles Villeneuve era in lotta con Ronnie Peterson per la quattordicesima posizione, quando le due vetture si toccarono al termine del rettifilo. La vettura di Villeneuve salì sulla ruota posteriore di quella dello svedese, sì impennò e carambolò in una zona che avrebbe dovuto essere interdetta al pubblico. Purtroppo però la zona non era sgombra e così l'incidente provocò due morti (un commissario di gara che cercava di far spostare le persone in una zona più sicura e un fotografo) e una decina di feriti. Restò illeso invece, ma sotto shock, il pilota ferrarista.
La gara proseguì con Scheckter passato sia da Mass che da Watson, che al terzo giro aveva passato Clay Regazzoni. Il ticinese resisteva al quinto posto, davanti a Stuck e Reutemann. Laffite attaccò Reutemann al giro 16, ma venne nuovamente passato dall'argentino, tre giri dopo. Ancora un giro e Reutemann scalò di una piazza, passando Hans-Joachim Stuck, entrando in zona punti. Stuck, in crisi con le coperture, cedette anche la settima posizione a Gunnar Nilsson.
Al giro 28 vi fu il ritiro, quasi contemporaneo per Jochen Mass (motore) e John Watson, (cambio). Passò così secondo Scheckter, seguito da Regazzoni, Reutemann, Nilsson, Laffite e Jones.
Il sudafricano della Wolf resistette per cinque giri poi, per problemi con le gomme, venne passato da Regazzoni, che così divenne secondo. Al giro 41 Scheckter venne passato anche da Reutemann, fino a quando fu costretto a una fermata ai box. Al quarantatreesimo giro terminò la gara di Clay Regazzoni, per un guasto al suo propulsore. Passò secondo Reutemann, che però dovette cedere la piazza d'onore a Jacques Laffite, dopo cinque giri. Davanti comandava sempre Hunt, seguito da Laffite, Reutemann, Nilsson, Jones, Patrick Depailler e Riccardo Patrese.
Negli ultimi giri Hunt controllò agevolmente la gara mentre nelle retrovie prima si ritirò Gunnar Nilsson, per un guasto al cambio, poi Depailler passò Jones, mentre Laffite, senza benzina all'ultimo giro dovette fermarsi, e venne classificato quinto. Per Hunt fu l'ultima vittoria nel mondiale: precedette Carlos Reutemann e Patrick Depailler. Riccardo Patrese conquistò il suo primo punto iridato della carriera.

## Risultati

### Risultati dei gran premi
| Gara | Gran Premio                  | Data         | Circuito       | Pole position  | Giro più veloce | Pilota vincitore | Costruttore           | Resoconto |
| ---- | ---------------------------- | ------------ | -------------- | -------------- | --------------- | ---------------- | --------------------- | --------- |
| 1    | Gran Premio d'Argentina      | 9 gennaio    | Buenos Aires   | James Hunt     | James Hunt      | Jody Scheckter   | Wolf-Ford Cosworth    | Resoconto |
| 2    | Gran Premio del Brasile      | 23 gennaio   | Interlagos     | James Hunt     | James Hunt      | Carlos Reutemann | Ferrari               | Resoconto |
| 3    | Gran Premio del Sudafrica    | 5 marzo      | Kyalami        | James Hunt     | John Watson     | Niki Lauda       | Ferrari               | Resoconto |
| 4    | Gran Premio degli Usa-Ovest  | 3 aprile     | Long Beach     | Niki Lauda     | Niki Lauda      | Mario Andretti   | Lotus-Ford Cosworth   | Resoconto |
| 5    | Gran Premio di Spagna        | 8 maggio     | Jarama         | Mario Andretti | Jacques Laffite | Mario Andretti   | Lotus-Ford Cosworth   | Resoconto |
| 6    | Gran Premio di Monaco        | 22 maggio    | Montecarlo     | John Watson    | Jody Scheckter  | Jody Scheckter   | Wolf-Ford Cosworth    | Resoconto |
| 7    | Gran Premio del Belgio       | 5 giugno     | Zolder         | Mario Andretti | Gunnar Nilsson  | Gunnar Nilsson   | Lotus-Ford Cosworth   | Resoconto |
| 8    | Gran Premio di Svezia        | 19 giugno    | Anderstorp     | Mario Andretti | Mario Andretti  | Jacques Laffite  | Ligier-Matra          | Resoconto |
| 9    | Gran Premio di Francia       | 3 luglio     | Digione        | Mario Andretti | Mario Andretti  | Mario Andretti   | Lotus-Ford Cosworth   | Resoconto |
| 10   | Gran Premio di Gran Bretagna | 16 luglio    | Silverstone    | James Hunt     | James Hunt      | James Hunt       | McLaren-Ford Cosworth | Resoconto |
| 11   | Gran Premio di Germania      | 31 luglio    | Hockenheim     | Jody Scheckter | Niki Lauda      | Niki Lauda       | Ferrari               | Resoconto |
| 12   | Gran Premio d'Austria        | 14 agosto    | Österreichring | Niki Lauda     | John Watson     | Alan Jones       | Shadow-Ford Cosworth  | Resoconto |
| 13   | Gran Premio d'Olanda         | 28 agosto    | Zandvoort      | Mario Andretti | Niki Lauda      | Niki Lauda       | Ferrari               | Resoconto |
| 14   | Gran Premio d'Italia         | 11 settembre | Monza          | James Hunt     | Mario Andretti  | Mario Andretti   | Lotus-Ford Cosworth   | Resoconto |
| 15   | Gran Premio degli USA-Est    | 2 ottobre    | Watkins Glen   | James Hunt     | Ronnie Peterson | James Hunt       | McLaren-Ford Cosworth | Resoconto |
| 16   | Gran Premio del Canada       | 9 ottobre    | Mosport Park   | Mario Andretti | Mario Andretti  | Jody Scheckter   | Wolf-Ford Cosworth    | Resoconto |
| 17   | Gran Premio del Giappone     | 23 ottobre   | Monte Fuji     | Mario Andretti | Jody Scheckter  | James Hunt       | McLaren-Ford Cosworth | Resoconto |

### Risultati delle qualifiche
| Nº | Pilota                | ARG | BRA | RSA | USW | ESP | MON | BEL | SWE | FRA | GBR | GER | AUT | NED | ITA | USA | CAN | JPN |
| -- | --------------------- | --- | --- | --- | --- | --- | --- | --- | --- | --- | --- | --- | --- | --- | --- | --- | --- | --- |
| 1  | James Hunt            | 1   | 1   | 1   | 8   | 7   | 7   | 9   | 3   | 2   | 1   | 4   | 2   | 3   | 1   | 1   | 2   | 2   |
| 2  | Jochen Mass           | 5   | 4   | 13  | 15  | 9   | 9   | 6   | 9   | 7   | 11  | 13  | 9   | 14  | 9   | 15  | 5   | 8   |
| 3  | Ronnie Peterson       | 14  | 8   | 7   | 10  | 15  | 4   | 8   | 10  | 17  | 10  | 14  | 15  | 7   | 12  | 5   | 3   | 18  |
| 4  | Patrick Depailler     | 3   | 6   | 4   | 12  | 10  | 8   | 5   | 6   | 12  | 18  | 15  | 10  | 11  | 13  | 8   | 6   | 15  |
| 5  | Mario Andretti        | 8   | 3   | 6   | 2   | 1   | 10  | 1   | 1   | 1   | 6   | 7   | 3   | 1   | 4   | 4   | 1   | 1   |
| 6  | Gunnar Nilsson        | 10  | 10  | 10  | 16  | 12  | 13  | 3   | 7   | 3   | 5   | 9   | 16  | 5   | 19  | 12  | 4   | 14  |
| 7  | John Watson           | 2   | 7   | 11  | 6   | 6   | 1   | 2   | 2   | 4   | 2   | 2   | 12  | 8   | 14  | 3   | 10  | 3   |
| 8  | Carlos Pace           | 6   | 5   | 2   |     |     |     |     |     |     |     |     |     |     |     |     |     |     |
| 8  | Hans-Joachim Stuck    |     |     |     | 17  | 13  | 5   | 18  | 5   | 13  | 7   | 5   | 4   | 19  | 11  | 2   | 13  | 4   |
| 9  | Alex-Dias Ribeiro     | 20  | 21  | 17  | 22  | NQ  | NQ  | NQ  | NQ  | NQ  | NQ  | 20  | NQ  | 24  | NQ  | 23  | 23  | 23  |
| 10 | Ian Scheckter         | 17  | 17  |     |     | 17  | NQ  | 21  | 21  | 20  | 24  | 18  | 24  | 25  | 17  | 21  | 18  |     |
| 10 | Hans-Joachim Stuck    |     |     | 18  |     |     |     |     |     |     |     |     |     |     |     |     |     |     |
| 10 | Brian Henton          |     |     |     | 18  |     |     |     |     |     |     |     |     |     |     |     |     |     |
| 11 | Niki Lauda            | 4   | 13  | 3   | 1   | 3   | 6   | 11  | 15  | 9   | 3   | 3   | 1   | 4   | 5   | 7   |     |     |
| 11 | Gilles Villeneuve     |     |     |     |     |     |     |     |     |     |     |     |     |     |     |     |     | 20  |
| 12 | Carlos Reutemann      | 7   | 2   | 8   | 4   | 4   | 3   | 7   | 12  | 6   | 14  | 8   | 5   | 6   | 2   | 6   | 12  | 7   |
| 14 | Larry Perkins         |     | 22  | 22  |     |     |     |     |     |     |     |     |     |     |     |     |     |     |
| 14 | Bruno Giacomelli      |     |     |     |     |     |     |     |     |     |     |     |     |     | 15  |     |     |     |
| 14 | Danny Ongais          |     |     |     |     |     |     |     |     |     |     |     |     |     |     | 26  | 22  |     |
| 15 | Jean-Pierre Jabouille |     |     |     |     |     |     |     |     |     | 21  |     |     | 10  | 20  | 14  | NQ  |     |
| 16 | Tom Pryce             | 9   | 12  | 15  |     |     |     |     |     |     |     |     |     |     |     |     |     |     |
| 16 | Renzo Zorzi           |     |     |     | 20  | 24  |     |     |     |     |     |     |     |     |     |     |     |     |
| 16 | Riccardo Patrese      |     |     |     |     |     | 15  | 15  |     | 15  | 25  | 16  |     | 16  | 6   |     | 8   | 13  |
| 16 | Jackie Oliver         |     |     |     |     |     |     |     | 16  |     |     |     |     |     |     |     |     |     |
| 16 | Arturo Merzario       |     |     |     |     |     |     |     |     |     |     |     | 21  |     |     |     |     |     |
| 16 | Jean-Pierre Jarier    |     |     |     |     |     |     |     |     |     |     |     |     |     |     | 16  |     |     |
| 17 | Renzo Zorzi           | 21  | 18  | 20  |     |     |     |     |     |     |     |     |     |     |     |     |     |     |
| 17 | Alan Jones            |     |     |     | 14  | 14  | 11  | 17  | 11  | 10  | 12  | 17  | 14  | 13  | 16  | 13  | 7   | 12  |
| 18 | Hans Binder           | 18  | 20  | 19  | 19  | 20  | 19  |     |     |     |     |     |     |     |     | 25  | 24  | 21  |
| 18 | Larry Perkins         |     |     |     |     |     |     | 23  | NQ  | NQ  |     |     |     |     |     |     |     |     |
| 18 | Patrick Tambay        |     |     |     |     |     |     |     |     | NQ  |     |     |     |     |     |     |     |     |
| 18 | Vern Schuppan         |     |     |     |     |     |     |     |     |     | 23  | 19  | 25  | NQ  |     |     |     |     |
| 18 | Lamberto Leoni        |     |     |     |     |     |     |     |     |     |     |     |     |     | NQ  |     |     |     |
| 19 | Vittorio Brambilla    | 13  | 11  | 14  | 11  | 11  | 14  | 12  | 13  | 11  | 8   | 10  | 13  | 22  | 10  | 11  | 15  | 9   |
| 20 | Jody Scheckter        | 11  | 15  | 5   | 3   | 5   | 2   | 4   | 4   | 8   | 4   | 1   | 8   | 15  | 3   | 9   | 9   | 6   |
| 21 | Giorgio Francia       |     |     |     |     |     |     |     |     |     |     |     |     |     | NQ  |     |     |     |
| 21 | Gilles Villeneuve     |     |     |     |     |     |     |     |     |     |     |     |     |     |     |     | 17  |     |
| 22 | Clay Regazzoni        | 12  | 9   | 16  | 13  | 8   | NQ  | 13  | 14  | 16  | NQ  | 22  | 11  | 9   | 7   | 19  | 14  | 10  |
| 22 | Jacky Ickx            |     |     |     |     |     | 17  |     |     |     |     |     |     |     |     |     |     |     |
| 23 | Patrick Tambay        |     |     |     |     |     |     |     |     |     | 16  | 11  | 7   | 12  | 21  | NQ  | 16  | 16  |
| 24 | Rupert Keegan         |     |     |     |     | 16  | 20  | 19  | 24  | 14  | 13  | 23  | 20  | 26  | 23  | 20  | 25  |     |
| 25 | Harald Ertl           |     |     |     |     | 18  | NQ  | 25  | 23  | NQ  |     |     |     |     |     |     |     |     |
| 25 | Héctor Rebaque        |     |     |     |     |     |     |     |     |     |     | 24  | NQ  | NQ  |     |     |     |     |
| 25 | Ian Ashley            |     |     |     |     |     |     |     |     |     |     |     |     |     | NQ  | 22  | 25  |     |
| 26 | Jacques Laffite       | 15  | 14  | 12  | 5   | 2   | 16  | 10  | 8   | 5   | 15  | 6   | 6   | 2   | 8   | 10  | 11  | 5   |
| 27 | Patrick Nève          |     |     |     |     | 22  |     | 24  | 20  | NQ  | 26  | NQ  | 22  | NQ  | 24  | 24  | 21  |     |
| 27 | Jean-Pierre Jarier    |     |     |     |     |     |     |     |     |     |     |     |     |     |     |     |     | 17  |
| 28 | Emerson Fittipaldi    | 16  | 16  | 9   | 7   | 19  | 18  | 16  | 18  | 22  | 22  | NQ  | 23  | 17  | NQ  | 18  | 19  |     |
| 29 | Ingo Hoffmann         | 19  | 19  |     |     |     |     |     |     |     |     |     |     |     |     |     |     |     |
| 29 | Teddy Pilette         |     |     |     |     |     |     |     |     |     |     |     |     | NQ  |     |     |     |     |
| 30 | Brett Lunger          |     |     | 23  | 21  | 25  |     | 22  | 22  | NQ  | 19  | 21  | 17  | 20  | 22  | 17  | 20  |     |
| 31 | David Purley          |     |     |     |     | NQ  |     | 20  | 19  | 21  | NPQ |     |     |     |     |     |     |     |
| 32 | Mikko Kozarowitsky    |     |     |     |     |     |     |     | NQ  |     | NPQ |     |     |     |     |     |     |     |
| 32 | Michael Bleekemolen   |     |     |     |     |     |     |     |     |     |     |     |     | NQ  |     |     |     |     |
| 33 | Boy Hayje             |     |     | 21  |     | NQ  | NQ  | 27  | NQ  |     |     |     |     |     | NQ  |     |     |     |
| 33 | Andy Sutcliffe        |     |     |     |     |     |     |     |     |     |     | NPQ |     |     |     |     |     |     |
| 33 | Hans Binder           |     |     |     |     |     |     |     |     |     |     |     | 19  |     | NQ  |     |     |     |
| 34 | Jean-Pierre Jarier    |     |     |     | 9   | NQ  | 12  | 26  | 17  | 19  | 20  | 12  | 18  | 21  | 18  |     |     |     |
| 35 | Conny Andersson       |     |     |     |     | NQ  |     | NQ  | NQ  | NQ  |     |     |     |     |     |     |     |     |
| 35 | Guy Edwards           |     |     |     |     |     |     |     |     |     | NPQ |     |     |     |     |     |     |     |
| 35 | Hans Heyer            |     |     |     |     |     |     |     |     |     |     | 27  |     |     |     |     |     |     |
| 35 | Hans Binder           |     |     |     |     |     |     |     |     |     |     |     |     | 18  |     |     |     |     |
| 35 | Teddy Pilette         |     |     |     |     |     |     |     |     |     |     |     |     |     | NQ  |     |     |     |
| 36 | Emilio de Villota     |     |     |     |     | 23  |     | NQ  | NQ  |     | NQ  | NQ  | 17  | NPQ | NQ  |     |     |     |
| 37 | Arturo Merzario       |     |     |     |     | 21  | NQ  | 14  |     | 18  | 17  | NQ  |     | NQ  |     |     |     |     |
| 38 | Brian Henton          |     |     |     |     | NQ  |     |     |     |     | NQ  |     | NQ  | 23  | NQ  |     |     |     |
| 38 | Bernard de Dryver     |     |     |     |     |     |     | NQ  |     |     |     |     |     |     |     |     |     |     |
| 40 | Gilles Villeneuve     |     |     |     |     |     |     |     |     |     | 9   |     |     |     |     |     |     |     |
| 40 | Teddy Pilette         |     |     |     |     |     |     |     |     |     |     | NQ  |     |     |     |     |     |     |
| 41 | Loris Kessel          |     |     |     |     |     |     |     |     |     |     |     |     |     | NQ  |     |     |     |
| 44 | Tony Trimmer          |     |     |     |     |     |     |     |     |     | NPQ |     |     |     |     |     |     |     |
| 45 | Brian McGuire         |     |     |     |     |     |     |     |     |     | NPQ |     |     |     |     |     |     |     |
| 50 | Kunimitsu Takahashi   |     |     |     |     |     |     |     |     |     |     |     |     |     |     |     |     | 22  |
| 51 | Noritake Takahara     |     |     |     |     |     |     |     |     |     |     |     |     |     |     |     |     | 19  |
| 52 | Kazuyoshi Hoshino     |     |     |     |     |     |     |     |     |     |     |     |     |     |     |     |     | 11  |
| Nº | Pilota                | ARG | BRA | RSA | USW | ESP | MON | BEL | SWE | FRA | GBR | GER | AUT | NED | ITA | USA | CAN | JPN |

## Classifiche

### Sistema di punteggio
Al primo andavano 9 punti, 6 al secondo, 4 al terzo, 3 al quarto, 2 al quinto e 1 al sesto classificato. Non erano assegnati punti a chi compiva il giro più veloce o conquistava la pole. Per l'assegnazione del Campionato erano validi i migliori otto risultati delle prime 9 corse e i migliori sette delle ultime otto; tuttavia in questa stagione nessuno si trovò nella condizione di dover scartare punti. Per la Coppa Costruttori solo la prima vettura di ogni costruttore marca punti. Contavano i 7 migliori risultati dei primi 8 gp, e 7 degli ultimi 8. Solo la Scuderia Ferrari fu costretta a scartare due punti.

### Classifica piloti
| Pos. | Pilota                |     |     |     |     |     |     |     |     |     |     |     |     |     |     |     |     |     | Punti |
| ---- | --------------------- | --- | --- | --- | --- | --- | --- | --- | --- | --- | --- | --- | --- | --- | --- | --- | --- | --- | ----- |
| 1    | Niki Lauda            | Rit | 3   | 1   | 2   | NP  | 2   | 2   | Rit | 5   | 2   | 1   | 2   | 1   | 2   | 4   |     |     | 72    |
| 2    | Jody Scheckter        | 1   | Rit | 2   | 3   | 3   | 1   | Rit | Rit | Rit | Rit | 2   | Rit | 3   | Rit | 3   | 1   | 10  | 55    |
| 3    | Mario Andretti        | 5*  | Rit | Rit | 1   | 1   | 5   | Rit | 6   | 1   | 14* | Rit | Rit | Rit | 1   | 2   | 9*  | Rit | 47    |
| 4    | Carlos Reutemann      | 3   | 1   | 8   | Rit | 2   | 3   | Rit | 3   | 6   | 15  | 4   | 4   | 6   | Rit | 6   | Rit | 2   | 42    |
| 5    | James Hunt            | Rit | 2   | 4   | 7   | Rit | Rit | 7   | 12  | 3   | 1   | Rit | Rit | Rit | Rit | 1   | Rit | 1   | 40    |
| 6    | Jochen Mass           | Rit | Rit | 5   | Rit | 4   | 4   | Rit | 2   | 9   | 4   | Rit | 6   | Rit | 4   | Rit | 3   | Rit | 25    |
| 7    | Alan Jones            |     |     |     | Rit | Rit | 6   | 5   | 17  | Rit | 7   | Rit | 1   | Rit | 3   | Rit | 4   | 4   | 22    |
| 8    | Gunnar Nilsson        | NP  | 5   | 12  | 8   | 5   | Rit | 1   | 19* | 4   | 3   | Rit | Rit | Rit | Rit | Rit | Rit | Rit | 20    |
| =    | Patrick Depailler     | Rit | Rit | 3   | 4   | Rit | Rit | 8   | 4   | Rit | Rit | Rit | 13  | Rit | Rit | 14  | 2   | 3   | 20    |
| 10   | Jacques Laffite       | NC  | Rit | Rit | 9*  | 7   | 7   | Rit | 1   | 8   | 6   | Rit | Rit | 2   | 8   | 7   | Rit | 5*  | 18    |
| 11   | Hans-Joachim Stuck    |     |     | Rit | Rit | 6   | Rit | 6   | 10  | Rit | 5   | 3   | 3   | 7   | Rit | Rit | Rit | 7   | 12    |
| 12   | Emerson Fittipaldi    | 4   | 4   | 10  | 5   | 14  | Rit | Rit | 18  | 11  | Rit | NQ  | 11  | 4   | NQ  | 13  | Rit |     | 11    |
| 13   | John Watson           | Rit | Rit | 6   | SQ  | Rit | Rit | Rit | 5   | 2   | Rit | Rit | 8   | Rit | Rit | 12  | Rit | Rit | 9     |
| 14   | Ronnie Peterson       | Rit | Rit | Rit | Rit | 8   | Rit | 3   | Rit | 12  | Rit | 9*  | 5   | Rit | 6   | 16  | Rit | Rit | 7     |
| 15   | Carlos Pace           | 2   | Rit | 13  |     |     |     |     |     |     |     |     |     |     |     |     |     |     | 6     |
| =    | Vittorio Brambilla    | 7*  | Rit | 7   | Rit | Rit | 8   | 4   | Rit | 13  | 8   | 5   | 15  | 12* | Rit | 19  | 6*  | 8   | 6     |
| 17   | Clay Regazzoni        | 6   | Rit | 9   | Rit | Rit | NQ  | Rit | 7   | 7   | NQ  |     | Rit | Rit | 5   | 5   | Rit | Rit | 5     |
| =    | Patrick Tambay        |     |     |     |     |     |     |     |     | NQ  | Rit | 6   | Rit | 5   | Rit | NQ  | 5   | Rit | 5     |
| 19   | Jean-Pierre Jarier    |     |     |     | 6   | NQ  | 11  | 11  | 8   | Rit | 9   | Rit | 14  | Rit | Rit | 9   |     | Rit | 1     |
| =    | Riccardo Patrese      |     |     |     |     |     | 9   | Rit |     | Rit | Rit | 10* |     | 13* | Rit |     | 10* | 6   | 1     |
| =    | Renzo Zorzi           | Rit | 6   | Rit | Rit | Rit |     |     |     |     |     |     |     |     |     |     |     |     | 1     |
| -    | Rupert Keegan         |     |     |     | NA  | Rit | 12  | Rit | 13  | 10  | Rit | Rit | 7   | Rit | 9   | 8   | Rit |     | 0     |
| -    | Patrick Nève          |     |     |     |     | 12  |     | 10  | 15  | NQ  | 10  | NQ  | 9   | NQ  | 7   | 18  | Rit |     | 0     |
| -    | Vern Schuppan         |     |     |     |     |     |     |     |     |     | 12  | 7   | 16  | NQ  |     |     |     |     | 0     |
| -    | Ingo Hoffmann         | Rit | 7   |     |     |     |     |     |     |     |     |     |     |     |     |     |     |     | 0     |
| -    | Danny Ongais          |     |     |     |     |     |     |     |     |     |     |     |     |     |     | Rit | 7   |     | 0     |
| -    | Alex-Dias Ribeiro     | Rit | Rit | Rit | Rit | NQ  | NQ  | NQ  | NQ  | NQ  | NQ  | 8   | NQ  | 11  | NQ  | 15  | 8   | 12  | 0     |
| -    | Hans Binder           | Rit | Rit | 11  | 11  | 9   | Rit |     |     |     |     |     | 12  | 8   | NQ  | 11  | Rit | Rit | 0     |
| -    | Brett Lunger          |     |     | 14  | Rit | 10  |     | NP  | 11  | NQ  | 13  | Rit | 10  | 9   | Rit | 10  | 11* |     | 0     |
| -    | Harald Ertl           |     |     |     |     | Rit | NQ  | 9   | 16  | NQ  | NA  |     |     |     |     |     |     |     | 0     |
| -    | Jackie Oliver         |     |     |     |     |     |     |     | 9   |     |     |     |     |     |     |     |     |     | 0     |
| -    | Kunimitsu Takahashi   |     |     |     |     |     |     |     |     |     |     |     |     |     |     |     |     | 9   | 0     |
| -    | Ian Scheckter         | Rit | Rit |     |     | 11  | NQ  | Rit | Rit | NC  | Rit | Rit | Rit | 10  | Rit | Rit | Rit | NA  | 0     |
| -    | Brian Henton          |     |     |     | 10  | NQ  |     |     |     |     | NQ  |     | NQ  | SQ  | NQ  |     |     |     | 0     |
| -    | Jacky Ickx            |     |     |     |     |     | 10  | NA  |     |     |     |     |     |     |     |     |     |     | 0     |
| -    | Gilles Villeneuve     |     |     |     |     |     |     |     |     |     | 11  |     |     |     |     |     | 12* | Rit | 0     |
| -    | Kazuyoshi Hoshino     |     |     |     |     |     |     |     |     |     |     |     |     |     |     |     |     | 11  | 0     |
| -    | Larry Perkins         | NA  | Rit | 15  | NA  |     |     | 12  | NQ  | NQ  |     |     |     |     |     |     |     |     | 0     |
| -    | David Purley          |     |     |     |     | NQ  | NA  | 13  | 14  | Rit | NPQ |     |     |     |     |     |     |     | 0     |
| -    | Emilio de Villota     |     |     |     |     | 13  |     | NQ  | NQ  | NA  | NQ  | NQ  | 17* | NPQ | NQ  |     |     |     | 0     |
| -    | Arturo Merzario       |     |     |     |     | Rit | NQ  | 14  | NA  | Rit | Rit | NQ  | Rit | NQ  | NPR |     |     |     | 0     |
| -    | Ian Ashley            |     |     |     |     |     |     |     |     |     |     |     | NQ  | NQ  | NQ  | 17  | INF |     | 0     |
| -    | Jean-Pierre Jabouille |     |     |     |     |     | NA  |     |     | NA  | Rit | NA  | NA  | Rit | Rit | Rit | NQ  |     | 0     |
| -    | Tom Pryce             | NC  | Rit | Rit |     |     |     |     |     |     |     |     |     |     |     |     |     |     | 0     |
| -    | Boy Hayje             |     |     | Rit |     | NQ  | NQ  | NC  | NQ  |     |     |     | NA  | NQ  |     |     |     |     | 0     |
| -    | Héctor Rebaque        |     |     |     |     |     |     | NQ  | NQ  | NQ  | NA  | Rit | NQ  | NQ  | NA  |     |     |     | 0     |
| -    | Hans Heyer            |     |     |     |     |     |     |     |     |     |     | Rit |     |     |     |     |     |     | 0     |
| -    | Bruno Giacomelli      |     |     |     |     |     |     |     |     |     |     |     |     |     | Rit |     |     |     | 0     |
| -    | Noritake Takahara     |     |     |     |     |     |     |     |     |     |     |     |     |     |     |     |     | Rit | 0     |
| -    | Conny Andersson       |     |     |     |     | NQ  |     | NQ  | NQ  | NQ  |     |     |     |     |     |     |     |     | 0     |
| -    | Teddy Pilette         |     |     |     |     |     |     |     |     |     |     | NQ  | NA  | NQ  | NQ  |     |     |     | 0     |
| -    | Mikko Kozarowitsky    |     |     |     |     | NA  |     | NA  | NQ  |     | NPQ | NA  |     |     |     |     |     |     | 0     |
| -    | Bernard de Dryver     |     |     |     |     |     |     | NQ  |     |     | NA  |     |     |     |     |     |     |     | 0     |
| -    | Michael Bleekemolen   |     |     |     |     |     |     |     |     |     |     |     |     | NQ  |     |     |     |     | 0     |
| -    | Lamberto Leoni        |     |     |     |     |     |     |     |     |     |     |     |     |     | NQ  |     |     |     | 0     |
| -    | Loris Kessel          |     |     |     |     |     |     | NA  |     | NA  |     |     | NA  | NA  | NQ  |     |     |     | 0     |
| -    | Giorgio Francia       |     |     |     |     |     |     |     |     |     |     |     |     |     | NQ  |     |     |     | 0     |
| -    | Tony Trimmer          |     |     |     |     |     |     |     |     |     | NPQ |     |     |     |     |     |     |     | 0     |
| -    | Andy Sutcliffe        |     |     |     |     |     |     |     |     |     | NPQ |     |     |     |     |     |     |     | 0     |
| -    | Guy Edwards           |     |     |     |     |     |     |     |     |     | NPQ |     |     |     |     |     |     |     | 0     |
| -    | Brian McGuire         |     |     |     |     |     |     |     |     |     | NPQ |     |     |     |     |     |     |     | 0     |
| -    | Jac Nellemann         |     |     |     |     |     |     |     | NA  |     |     |     |     |     |     |     |     |     | 0     |
| -    | Henri Pescarolo       |     |     |     |     |     |     |     |     | NA  |     |     |     |     |     |     |     |     | 0     |
| -    | Derek Bell            |     |     |     |     |     |     |     |     |     | NA  |     |     |     |     |     |     |     | 0     |
| Pos. | Pilota                |     |     |     |     |     |     |     |     |     |     |     |     |     |     |     |     |     | Punti |

| Legenda | 1º posto     | 2º posto | 3º posto    | A punti         | Senza punti/Non class.  | Grassetto – Pole position Corsivo – Giro più veloce |
| Legenda | Squalificato | Ritirato | Non partito | Non qualificato | Solo prove/Terzo pilota | Grassetto – Pole position Corsivo – Giro più veloce |

* Indica quei piloti che non hanno terminato la gara ma sono ugualmente classificati avendo coperto, come previsto dal regolamento, almeno il 90% della distanza totale.

### Classifica costruttori
La classifica indica il miglior piazzamento ottenuto da una delle vetture dello stesso costruttore. Il grassetto indica che una vettura di quel costruttore ha ottenuto la pole, il corsivo indica il giro veloce, anche se non ottenuti dalla vettura che ha marcato la posizione migliore.
(Legenda) (risultati in grassetto indicano la pole position, risultati in corsivo indicano il giro veloce)
| Pos. | Costruttore                         | ARG | BRA | RSA | USW | ESP | MON | BEL | SWE | FRA | GBR | GER | AUT | NED | ITA | USA | CAN | JPN | Punti   |
| ---- | ----------------------------------- | --- | --- | --- | --- | --- | --- | --- | --- | --- | --- | --- | --- | --- | --- | --- | --- | --- | ------- |
| 1    | Ferrari                             | 3   | 1   | 1   | 2   | 2   | 2   | 2   | 3   | (5) | 2   | 1   | 2   | 1   | 2   | 4   | 12* | 2   | 95 (97) |
| 2    | Lotus-Ford Cosworth                 | 5*  | 5   | 12  | 1   | 1   | 5   | 1   | 6   | 1   | 3   | Rit | Rit | Rit | 1   | 2   | 9*  | Rit | 62      |
| 3    | McLaren-Ford Cosworth               | Rit | 2   | 4   | 7   | 4   | 4   | 7   | 2   | 3   | 1   | Rit | 6   | 9   | 4   | 1   | 3   | 1   | 60      |
| 4    | Wolf-Ford Cosworth                  | 1   | Rit | 2   | 3   | 3   | 1   | Rit | Rit | Rit | Rit | 2   | Rit | 3   | Rit | 3   | 1   | 10  | 55      |
| 5    | Brabham-Alfa Romeo                  | 2   | Rit | 6   | Rit | 6   | Rit | 6   | 5   | 2   | 5   | 3   | 3   | 7   | Rit | 12  | Rit | 7   | 27      |
| 6    | Tyrrell-Ford Cosworth               | Rit | Rit | 3   | 4   | 8   | Rit | 3   | 4   | 12  | Rit | 9*  | 5   | Rit | 6   | 16  | 2   | 3   | 27      |
| 7    | Shadow-Ford                         | NC  | 6   | Rit | Rit | Rit | 6   | 5   | 9   | Rit | 7   | 10* | 1   | 13  | 3   | 9   | 4   | 4   | 23      |
| 8    | Ligier-Matra                        | Rit | Rit | Rit | 9*  | 7   | 7   | Rit | 1   | 8   | 6   | Rit | Rit | 2   | 8   | 7   | Rit | 5*  | 18      |
| 9    | Copersucar Fittipaldi-Ford Cosworth | 4   | 4   | 10  | 5   | 14  | Rit | Rit | 18  | 11  | Rit | NQ  | 11  | 4   | NQ  | 13  | Rit |     | 11      |
| 10   | Ensign-Ford Cosworth                | 6   | Rit | 9   | Rit | Rit | 10  | Rit | 7   | 7   | Rit | 6   | Rit | 5*  | 5   | 5   | 5   | Rit | 10      |
| 11   | Surtees-Ford Cosworth               | 7*  | Rit | 7   | 11  | 9   | 8   | 4   | Rit | 13  | 8   | 5   | 15  | 12  | Rit | 11  | 6*  | 8   | 6       |
| 12   | Penske-Ford Cosworth                |     |     |     | 6   | NQ  | 11  | 11  | 8   | Rit | 9   | Rit | 12  | 8   | Rit | Rit | 7   |     | 1       |
| —    | March-Ford Cosworth                 | Rit | Rit | 14  | 10  | 10  | NQ  | 10  | 15  | NC  | 10  | 8   | 9   | 10  | 7   | 15  | 8   | 12  | 0       |
| —    | Hesketh-Ford Cosworth               |     |     |     |     | Rit | 12  | 9   | 13  | 10  | Rit | Rit | 7   | Rit | 9   | 8   | Rit |     | 0       |
| —    | Kojima-Ford Cosworth                |     |     |     |     |     |     |     |     |     |     |     |     |     |     |     |     | 11  | 0       |
| —    | LEC-Ford Cosworth                   |     |     |     |     | NQ  | NA  | 13  | 14  | Rit | NPQ |     |     |     |     |     |     |     | 0       |
| —    | BRM                                 |     | Rit | 15  |     | NQ  |     | NQ  | NQ  | NQ  | NPQ | NQ  |     | NQ  | NQ  |     |     |     | 0       |
| —    | Renault                             |     |     |     |     |     |     |     |     | NA  | Rit | NA  | NA  | Rit | Rit | Rit | NQ  |     | 0       |
| —    | Boro-Ford Cosworth                  |     |     |     |     |     |     |     |     |     |     |     |     | SQ  | NQ  |     |     |     | 0       |
| —    | Apollon-Ford Cosworth               |     |     |     |     |     |     | NA  |     | NA  |     |     | NA  | NA  | NQ  |     |     |     | 0       |
| —    | McGuire-Ford Cosworth               |     |     |     |     |     |     |     |     |     | NPQ |     |     |     |     |     |     |     | 0       |
| Pos. | Costruttore                         | ARG | BRA | RSA | USW | ESP | MON | BEL | SWE | FRA | GBR | GER | AUT | NED | ITA | USA | CAN | JPN | Punti   |

| Colore  | Risultati                                                         |
| ------- | ----------------------------------------------------------------- |
| Oro     | Vincitore                                                         |
| Argento | 2º posto                                                          |
| Bronzo  | 3º posto                                                          |
| Verde   | Finita, a punti                                                   |
| Blu     | Finita, senza punti Finita, non classificato (NC)                 |
| Viola   | Non finita (Rit)                                                  |
| Rosso   | Non qualificato (NQ) Non pre-qualificato (NPQ)                    |
| Nero    | Squalificato (SQ)                                                 |
| Bianco  | Non partito (NP)                                                  |
| Celeste | Disputa solo le prove (SP)                                        |
| Celeste | Iscritto alle prove libere - Terzo pilota (TP) - dal 2003 al 2006 |
| Vuoto   | Non prende parte alle prove (NPR)                                 |
| Vuoto   | Iscritto ma non presente, non arrivato (NA)                       |
| Vuoto   | Ritirato prima dell'evento (WD)                                   |
| Vuoto   | Infortunato (INF)                                                 |
| Vuoto   | Escluso (ES)                                                      |
| Vuoto   | Gara cancellata (C)                                               |

* Indica quelle vetture che non hanno terminato la gara ma sono ugualmente classificate avendo coperto, come previsto dal regolamento, almeno il 90% della distanza totale.

## Gare non valide per il Mondiale
Nella stagione si tenne una sola gara non valida per il campionato del mondo, la tradizionale Race of Champions, mentre saltò il BRDC International Trophy.
Bernie Ecclestone, patron della Brabham, propose la creazione di un nuovo campionato riservato solamente a vetture spinte dal motore Ford Cosworth, con potenza limitata a 370 cavalli. Il campionato, con gare disputate in Europa, si sarebbe basato su dieci prove.
Anche Enzo Ferrari propose l'istituzione di un Torneo europeo di F1, basato di dieci gare e riservato a piloti non iscritti nel mondiale, che avrebbe dovuto comprendere la Coppa Europa F.1 Dino Ferrari, gara da tenersi sul Circuito di Imola il 25 settembre. A seguito della defezione di molte scuderie britanniche e dell'abbandono del progetto del Torneo d'Europa da parte della CSI, l'Automobile Club di Bologna annunciò il 20 settembre la cancellazione della corsa a Imola.
| Gara | Gran Premio       | Data     | Circuito     | Pole Position | GPV        | Vincitore  | Costruttore           | Resoconto |
| ---- | ----------------- | -------- | ------------ | ------------- | ---------- | ---------- | --------------------- | --------- |
| 1    | Race of Champions | 20 marzo | Brands Hatch | John Watson   | James Hunt | James Hunt | McLaren-Ford Cosworth | Resoconto |

Si tenne invece la seconda stagione della Formula Shellsport G8 International, che aveva sostituito il campionato britannico di Formula 5000. A questo campionato venivano ammesse, oltre alle vetture di F5000, anche quelle di Formula 1.